# Mont Fuji
El mont Fuji (富士山, Fujisan), amb 3.776 metres d'altitud, és la muntanya més alta del Japó. Es troba entre les prefectures de Shizuoka i Yamanashi en el Japó central i just a ponent de Tòquio, des d'on es pot observar en un dia clar. El mont Fuji és un volcà compost i un símbol del Japó.
Considerat territori sagrat des de l'antiguitat, els va ser prohibit a les dones arribar al cim fins a l'era Meiji (finals del segle xix). Avui dia és conegut com a destinació turística, i com a lloc popular per a fer alpinisme. La temporada «oficial» per fer-ne dura des de començaments de juliol fins a finals d'agost. Són majoria els que l'escalen de nit per gaudir de la sortida del sol des del cim.
El mont Fuji és un atractiu con volcànic i un tema recurrent en l'art japonès. La mostra amb més renom és l'obra mestra 36 vistes del mont Fuji del pintor d'ukiyo-e Hokusai. També apareix en la literatura japonesa i és tema de molts poemes.
El mont Fuji és classificat com a volcà actiu, però amb poc risc d'erupció. La darrera erupció enregistrada data del 1707, a l'era Hōei del període Edo, que produí un nou cràter i un segon pic (anomenat Hoeisan pel nom de l'era).
Els japonesos solen recordar l'alçada d'aquesta muntanya, 3.776 metres, com "MINANARO": "MI" per "3", "NANA" per "7" i "RO" per "6" (mireu: numeració japonesa), i s'ensenya per prendre'n exemple, al mont Fuji, i intentar ser tan alt com ell (espiritualment).

## Toponímia i etimologia

Reproducció del mont Fuji en 3D

A causa de l'existència de diferents mètodes de transcripció del japonès, el mont Fuji té diferents noms, alguns dels quals són erronis. En japonès, el mont Fuji es diu Fujisan però en base d'una mala interpretació del kanji 山 (yama, muntanya), succeeix que els occidentals l'anomenen Fujiyama. L'altra trentena de noms usats per al mont Fuji al Japó queden obsolets o en l'àmbit poètic, entre alguns d'aquests noms hi ha: Fuji-no-Yama (ふじ の 山, mont Fuji), Fuji-no-Takano (ふじ の 高嶺, el pic alt de Fuji), Fuyo-ho (芙蓉峰, Pic del Lotus) i Fugaku (富 岳 o 岳 富, mont Fuji).
Els kanjis per a mont Fuji, 富士, signifiquen, respectivament, "riquesa" o "abundància" i "un home amb un cert estatus", però aquests kanjis són probablement ateji, és a dir, que probablement van ser seleccionats a causa de la similitud de la seva pronunciació amb les síl·labes del nom, però sense tenir un significat particular. En els mètodes de romanització Nippon-shiki i Kunrei, el nom es transcriu Huzi. A l'Expo de San Francisco de 1939, una fotografia gegant va ser titulada «Mont Huzi». No obstant això, la transcripció Fuji pel mètode Hepburn segueix sent la més comuna a tot el món.
L'origen del nom de Fuji és incert. Una etimologia popular recent diu que ve de 不二 (negació + xifra 2), significant 'sense parió'. Una altra afirma que ve de 不尽 (negació + «escapada») significant 'sense fi'. Un professor clàssic japonès del període Edo, Hirata Atsutane, explica per la seva part que el nom és derivat d'una paraula que té per sentit 'una muntanya elevant-se amb la forma de l'espiga d'una planta d'arròs'. El missioner britànic John Batchelor (1854-1944) especulà que el nom ve de la paraula ainu 'foc' (Fuchs) de la deessa Kamuy Fuchi, però és contradit pel lingüista japonès Kyosuke Kindaichi (1882-1971) basant-se en l'evolució fonètica. A més, huchi significa 'vella dona' i ape 'foc', i en conseqüència ape huchi Kamuy vol dir: 'deessa del foc'. La investigació sobre la distribució dels noms de llocs incloent Fuji suggereix que l'origen del nom és yamato més que aïnu. Finalment, un toponimista japonès, Kanji Kagami, explica que el nom té la mateixa arrel que «anglesina» (Fuji) i «arc de Sant Martí» (variant de niji) i ve dels seus «llargs pendents ben formats». Un text de Taketori monogatari diu que el nom ve de l'«immortal» (不死, Fushi) i de la imatge d'abundants (富, fu) soldats (士, shi) pujant pels vessants de la muntanya.

## Història

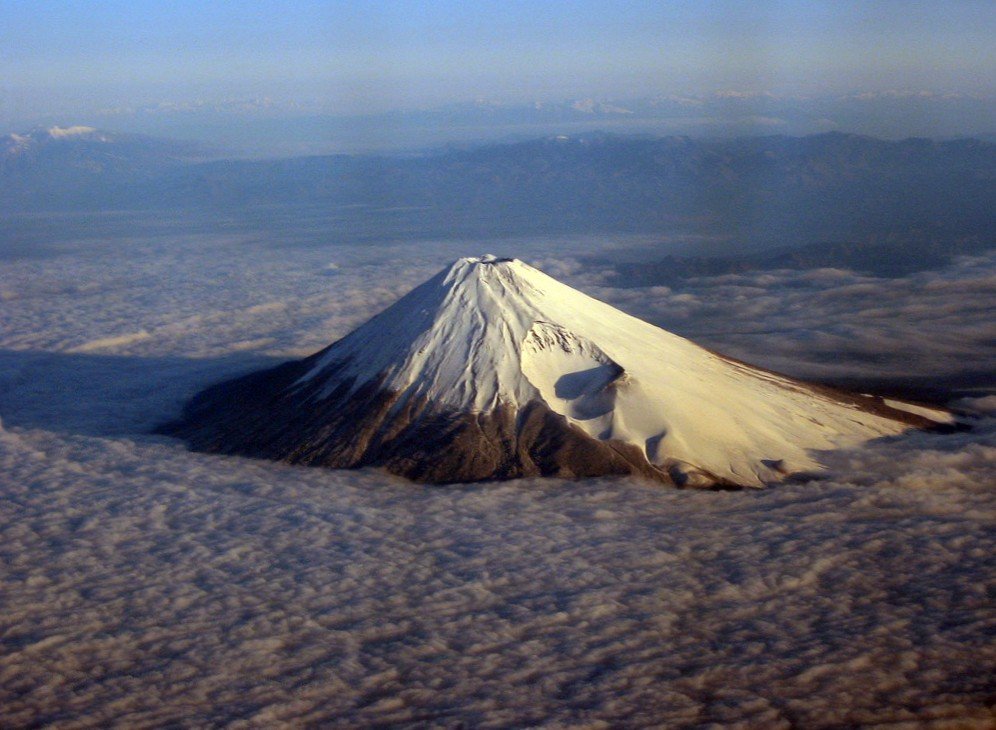
El mont Fuji sobresortint d'un mar de núvols i el cràter Hei-zan ben visible sobre el flanc sud-est.

### Història eruptiva
Després de la fase del «vell Fuji», s'esdevingué un període d'inactivitat de 4.000 anys, que acabà fa 5.000 amb l'actual fase del «nou Fuji». Les erupcions del mont Fuji presenten colades de lava, emissions de magma, escòries i cendra volcànica, esfondraments i erupcions laterals, d'on ve el qualificatiu de «gran magatzem de les erupcions». Les cendres del nou Fuji són sovint negres i les seves erupcions són recents en termes de capes geològiques. Als documents històrics japonesos del segle viii hi ha consignades informacions precioses que presenten una sèrie d'erupcions representatives.

#### El mont Fuji durant la prehistòria
Hi va haver quatre erupcions explosives que es van produir durant el període Jōmon, fa aproximadament 3000 anys, conegudes sota els noms: Sengoku (Sg), Ōsawa scoria (Os), Ōmuro scoria (Om) i Sunazawa scoria (Zn). Com que el vent bufa generalment de l'oest, a la regió del mont Fuji, la majoria de les tefres expulsades van caure a l'est, però en el cas del Ōsawa scoria van ser portades per un vent de l'est als voltants de Hamamatsu.
Fa aproximadament 2.300 anys, el vessant oriental del volcà s'esfondrà i uns lahars baixaren cap a la regió de Gotenba fins a la plana d'Ashigara a l'est i la badia de Suruga a través de la ciutat de Mishima al sud. Aquest incident avui dia es diu la colada de Gotenba (御殿場泥流, Gotemba deiryū).

#### L'erupció de Heian
El 864 (durant el període Heian), una erupció es desenvolupà sobre el vessant nord-est del mont Fuji que produí una gran quantitat de lava. La lava omplí el vast llac Senoumi (せの海, Se no umi), dividint-lo en dos i formant els actuals llac Sai (西湖, Saiko) i llac Shoji (精進湖, Shōjiko). Aquest esdeveniment és conegut amb el nom de lava d'Aokigahara (青木ヶ原溶岩, Aokike gen yōgan). El lloc és actualment cobert pel dens bosc d'Aokigahara.
| «                                                     | Jōgan 6, el cinquè mes: el mont Fuji és en erupció des de fa 10 dies i expulsa des del cim una immensa quantitat de lava i cendres que recauen sobre terra fins a l'oceà a la badia d'Edo. Molta gent pereix i un gran nombre d'habitatges són destruïts. L'erupció volcànica ha començat sobre el flanc del Fuji-San, prop del mont Asama, que llança cendres fins a la província de Kai. | » |
| — Siyun-sai Rin-siyo, Hayashi Gah, Nihon dai Ichiran. | |   |

#### L'erupció de Hōei

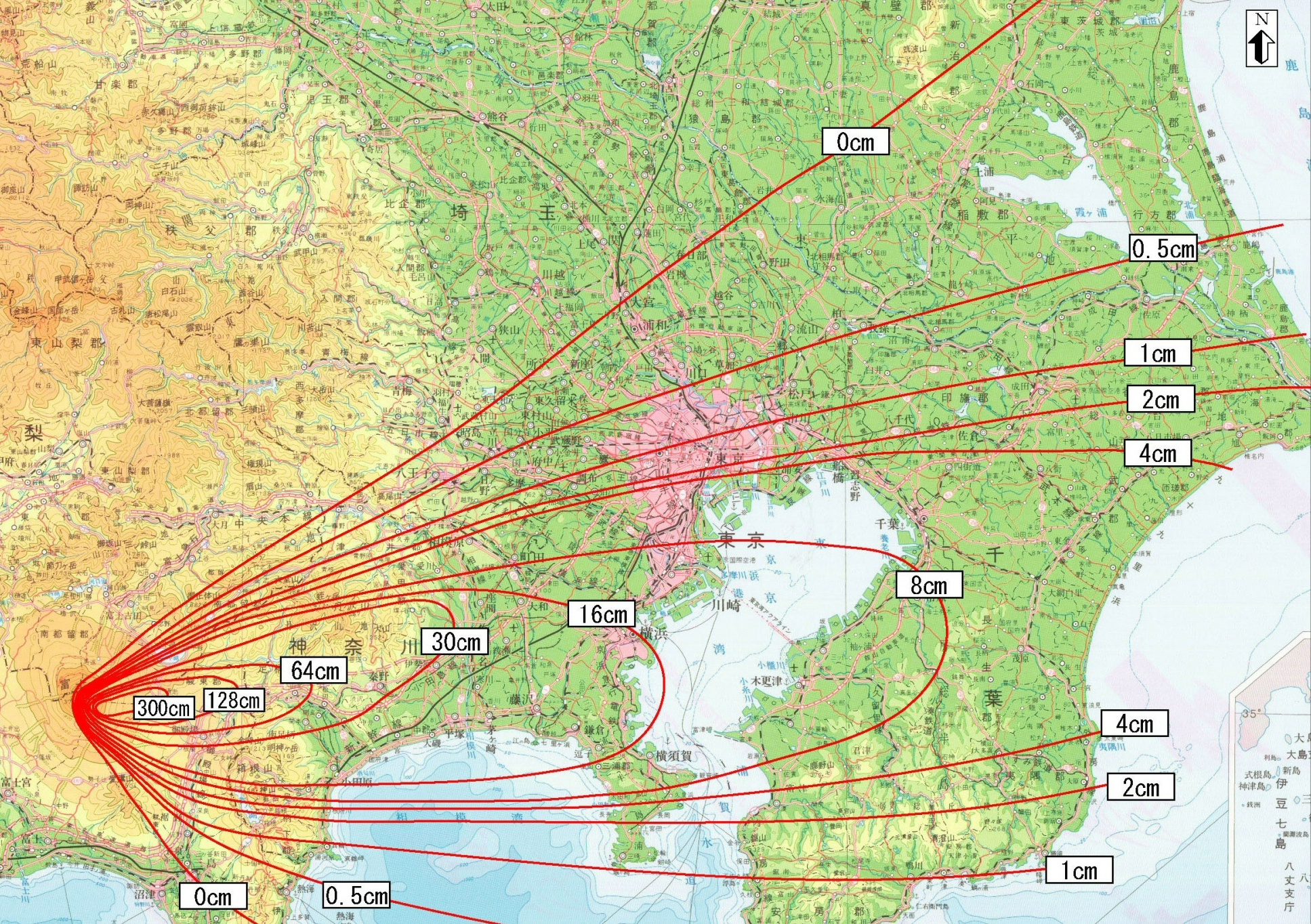
Mapa de l'espessor de les cendres i les escòries projectades per l'erupció de 1707 a la regió de Tokyo.

L'última erupció del mont Fuji s'esdevingué el 1707, i és coneguda amb el nom de «gran erupció de Hōei». Ocorreguda 49 dies després del terratrèmol de Hōei, que figura entre els més grans mai registrats al Japó, es desenvolupà sobre el vessant sud-oest del mont Fuji i formà tres petits pics designats «primera», «segona» i «tercera xemeneia».
| «                                                     | Hōei 4, dia vint-i-dosè del desè mes: una erupció del mont Fuji. La tosca i les cendres cauen com pluja a: Izu, Kai, Sagami i Musashi. | » |
| — Siyun-sai Rin-siyo, Hayashi Gah, Nihon dai Ichiran. | |   |

Tot i no haver engendrat una colada de lava, aquesta erupció és destacable per la propagació de les cendres volcàniques i de les escòries emeses fins a una regió tan allunyada com Edo (antic nom de Tòquio), situada a cent quilòmetres cap al nord-est. El volum de tefres ha estat estimat en 800.000.000 m³, o sigui un índex d'explosivitat volcànica que podria correspondre al grau 4. L'any següent, les restes volcàniques acumulades en els camps prop del curs del riu Sakawa, situat a l'est de la muntanya, foren mobilitzades per les pluges, i ompliren el llit del curs de l'aigua formant així barreres temporals. El xàfec del 7 i 8 d'agost provocà una allau de cendra i de fang que destruí les barreres, provocant llavors una inundació a la plana d'Ashigara.

#### Altres erupcions conegudes
Setze erupcions han estat registrades des del 781. La majoria s'han desenvolupat durant el període Heian amb dotze erupcions entre 800 i 1083. A vegades, els períodes d'inactivitat poden durar centenars d'anys com entre el 1083 i el 1511. No hi ha hagut cap altra erupció després de la de Hōei, de fa més de 300 anys.

#### Prevenció
La prevenció dels riscs eruptius és assegurada pel Coordinating Committee fur Prediction of Volcanic Eruptions depenent de l'Agència meteorològica del Japó (気象庁, Kishōchō) en allò que concerneix la previsió i el control sísmic dels esdeveniments, el Cabinet Office en allò que concerneix l'establiment d'un pla d'evacuació i el Ministeri de Terra, Infraestructura i Transport (国土交通省, Kokudo-kōtsū-shō) per a la protecció contra els riscs de corriment de terres.
Així, entre el setembre del 2000 i el gener del 2001, les sotragades tel·lúriques sota el volcà passaren de ser-ne una o dues al mes a 35 el setembre, 133 l'octubre, 222 el novembre, 144 el desembre i 36 el gener de 2001, fent témer el pitjor, abans que tot tornés a la normalitat. Aquestes sotragades eren, la majoria, de baixa freqüència i se situaven a quinze quilòmetres de profunditat, al nord-est del cim.
En setembre del 2012, la pressió de la cambra magmàtica era d'1,6 MPa, l'equivalent d'una pressió atmosfèrica de 15,8 kg/cm2, fent témer una erupció teòricament previsible a partir d'una pressió de 0,1 MPa. Aquesta forta pressió va ser causada per moviments tectònics provocats pel terratrèmol i tsunami del Japó del 2011.

### Primera ascensió
La primera ascensió coneguda del mont Fuji està datada del 663, i la va fer el monjo budista En no Gyōja. El primer no japonès a escalar el volcà fou sir Rutherford Alcock, el 1860.
El sintoisme, com també el budisme, imposa certes prohibicions pel que fa a tot allò que té relació amb la sang. Les dones, per exemple, per la menstruació, són considerades impures; en conseqüència, són excloses dels llocs sagrats de les dues religions, en particular de les muntanyes com el mont Fuji. Tanmateix, la situació d'aquest darrer en la cultura japonesa incità algunes dones a plantar cara a aquesta prohibició; el 1832, Takayama Tatsu, una jove membre d'una secta adoradora del mont Fuji, es va unir, vestida amb roba d'home, a un grup de pelegrins i efectuà, amb el beneplàcit del seu mestre espiritual, la primera ascensió coneguda del volcà feta per una dona.

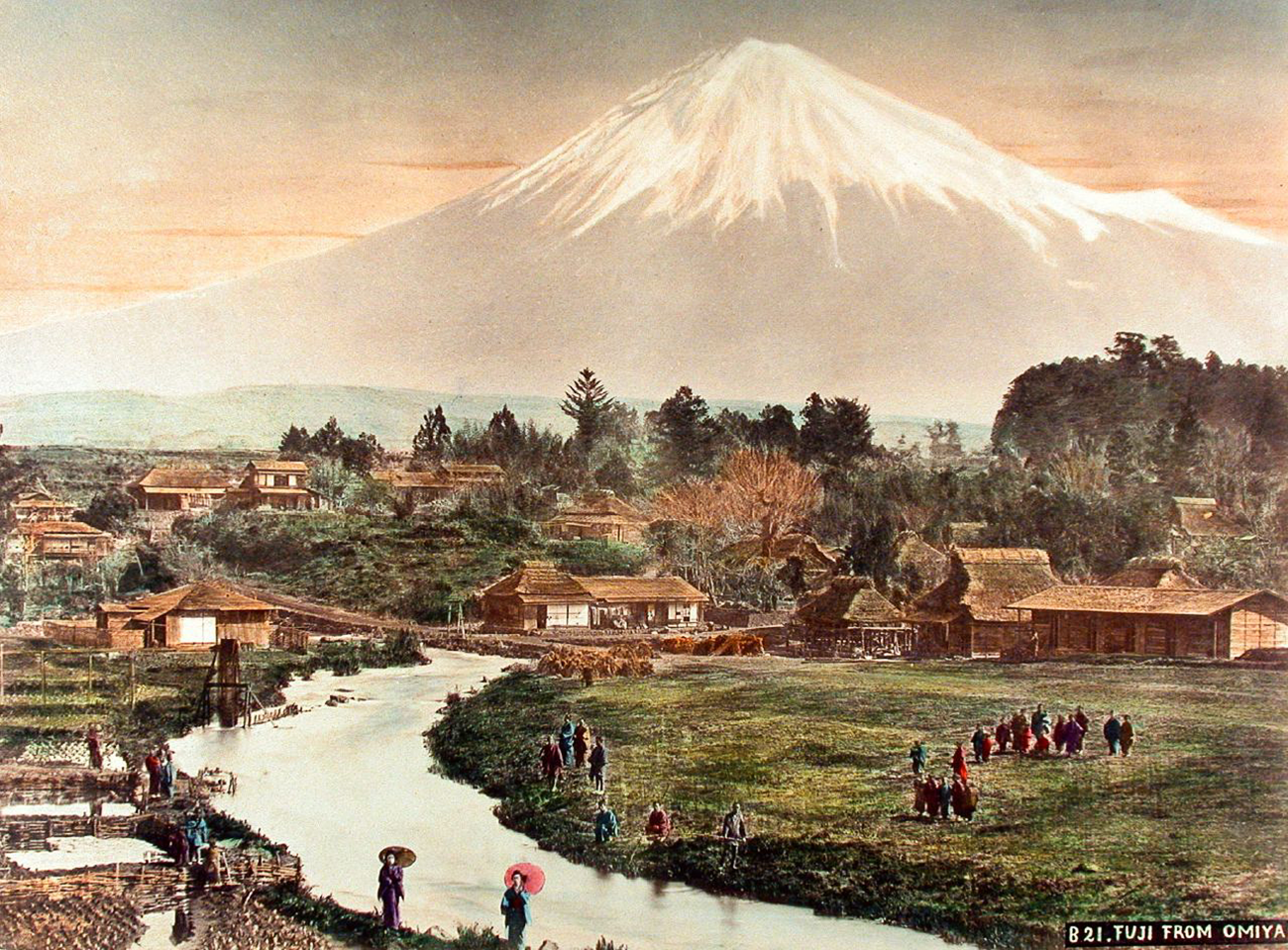
El mont Fuji des d'Omiya, cap al 1890

A la fi de l'era Edo, les autoritats religioses, desitjant atraure més creients als temples i santuaris, començaren a considerar la conveniència d'abolir la prohibició a les dones d'escalar les muntanyes sagrades, a fi d'afavorir les seves visites als llocs sants construïts al peu de les muntanyes o en els seus pendents. Així, a partir del primer any de l'era Man'en (1860-1861), es va permetre a les dones l'ascensió del mont Fuji fins a la vuitena estació, a l'altitud d'aproximadament 3.200 metres}}. Aquest moviment d'obertura s'accelerà els anys següents amb la impulsió de personalitats estrangeres; en setembre del 1867, el diplomàtic britànic Harry Smith Parkes va escalar el mont Fuji en companyia de la seva esposa, Fanny Parkes, que esdevingué la primera dona no japonesa que va entrar en el perímetre sagrat del volcà. Com la presència d'una dona, a més a més estrangera, en el cim del mont Fuji no va suscitar gens d'oposició ni cap protesta al país, algunes japoneses van prendre la iniciativa de demanar al seu torn l'autorització d'accedir-hi. Cinc anys després, el govern de Meiji va abolir per decret la prohibició en tot el país. Des de llavors, el mont Fuji constitueix una destinació turística popular, i són molts els japonesos que l'escalen almenys una vegada en la vida.

### Presència militar
Antigament, els samurais practicaven els seus entrenaments al peu del mont Fuji, prop de la ciutat actual de Gotenba. El shogun Minamoto no Yoritomo practicava el yabusame a la regió, al començament del període Kamakura. D'ençà del 2006, les Forces d'Autodefensa del Japó (自衛隊, Jieitai) als camps de Kita-Fuji (nord-est) i Higashi-Fuji (sud-est), així com el Cos de Marines dels Estats Units d'Amèrica al Camp Fuji (plana de Kantō) tenen bases militars al peu del volcà.

## Geografia

### Situació

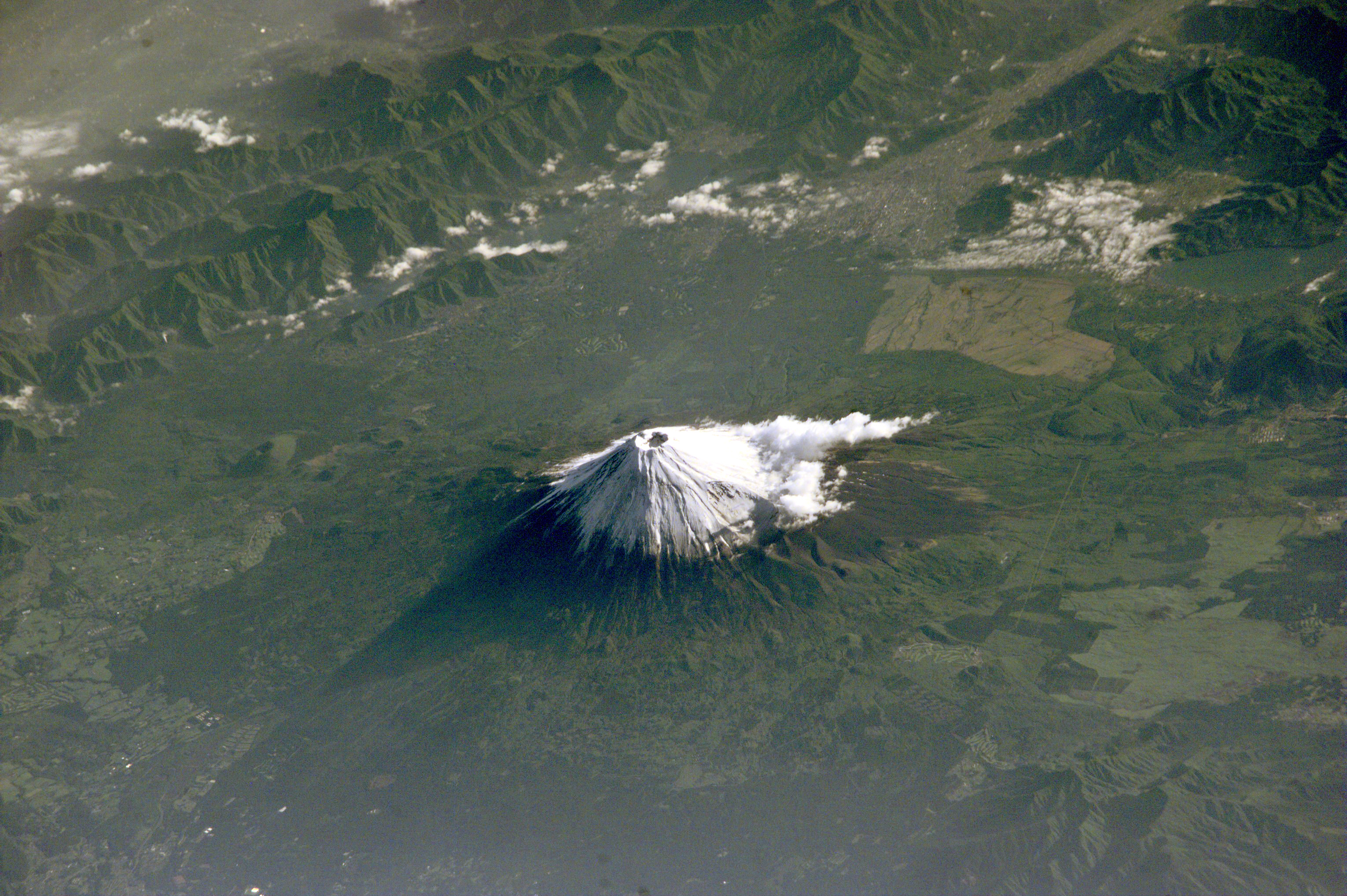
Fotografia del mont Fuji presa des d'un satèl·lit.

El mont Fuji età situat al centre del Japó i de l'illa principal, Honshu, envoltat pels monts Akaishi dels Alps Japonesos a l'oest, els monts Okuchichibu nord i l'oceà Pacífic al sud i a l'est. Administrativament, està situat a cavall de les prefectures de Shizuoka al sud i de Yamanashi al nord. El cim s'eleva a 3.776 metres d'altitud, és el punt més alt del Japó i els dies que fa bon temps és visible des de Tòquio, situat a menys de 100 quilòmetres a l'est-nord-est.
És vorejat al nord pels cinc llacs Fujigoko: el llac Motosu, el llac de Shoji, el llac Sai, el llac Kawaguchi i el llac Yamanaka. Aquests llacs, així com el llac Ashi, ofereixen una vista excepcional del volcà. Als seus peus s'estén el bosc Aokigahara i ciutats com Gotenba a l'est, Fujiyoshida al nord i Fujinomiya al sud-oest, connectades amb la resta de la megalòpolis japonesa, inclosa l'Àrea metropolitana de Tòquio, que es troba al nord-est, per una densa xarxa de comunicació constituïda per autopistes i un sector de trens bala Shinkansen.

### Topografia

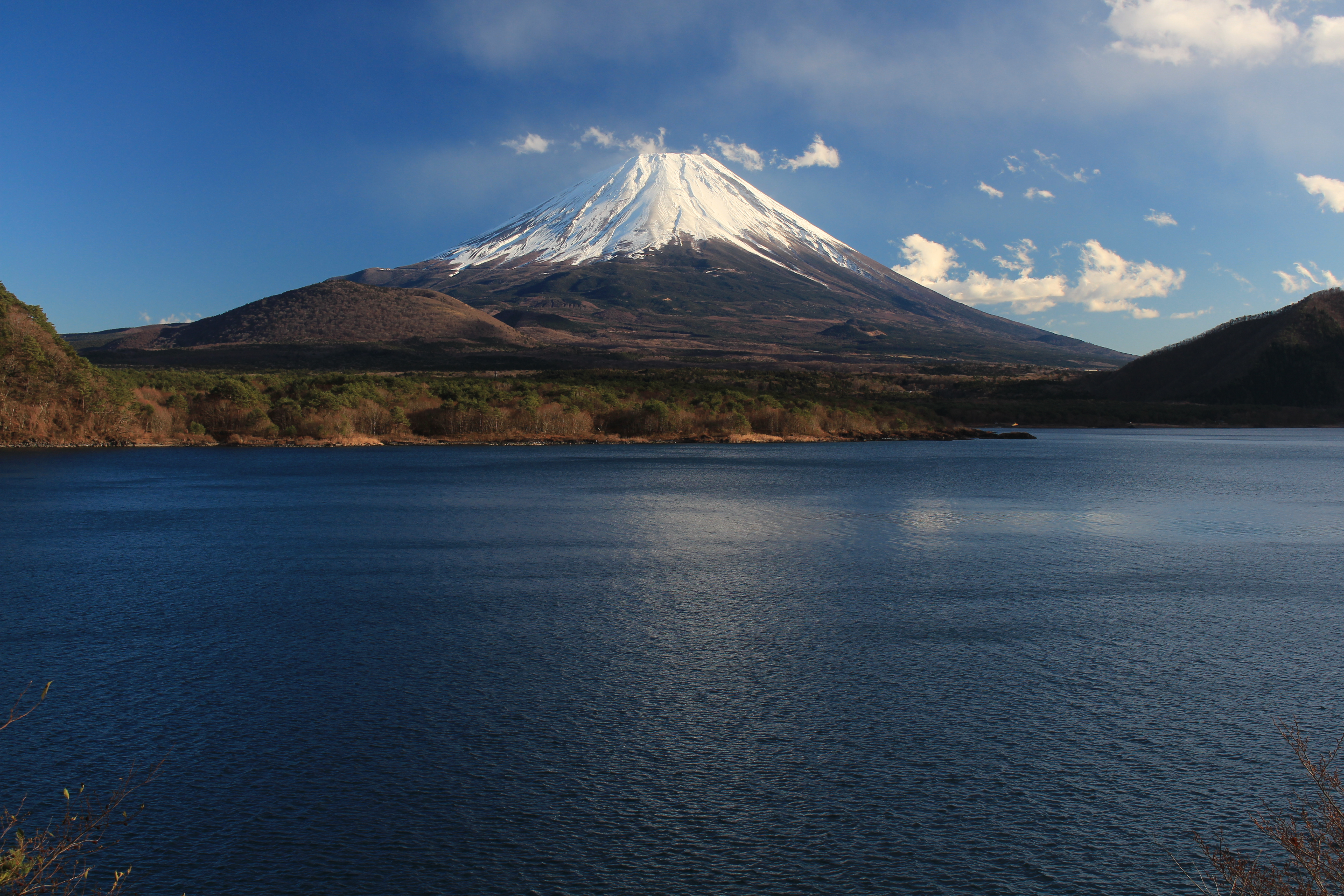
Mont Fuji vist des de la regió dels cinc llacs a la prefectura de Yamanashi.

La topografia del mont Fuji és determinada per l'activitat volcànica de la qual ha nascut: de forma de con gairebé simètric de trenta kilòmetres a la seva base, els seus vessants costeruts i regulars s'eleven fins a 3.776 metres d'altitud, donant un volum de 870 km³ a aquest estratovolcà. És coronat per un cràter de 500 a 700 metres, de diàmetre i una profunditat d'entre 100 i 250 metres. L'única irregularitat notable dels pendents està formada pel cràter Hōei-zan, situat a uns 2.300 metres sobre el nivell del mar.

### Clima i vegetació
A causa de la gran altitud del cim del mont Fuji, hi ha diferents climes al llarg dels seus vessants. Gran part de la muntanya està més enllà de l'estatge alpí, on el clima és frígid i ventós, a causa de l'altitud, la qual cosa limita el manteniment de la vegetació que encara no ha aconseguit regenerar-se completament des de l'última erupció que va ocórrer fa tres segles. Aquesta duresa del clima no permet la fosa prou forta de la neu que cau durant l'hivern i es manté fins al maig, de manera que de vegades les nevades subsisteixen durant tot l'any. Els vessants més baixos, però, estan coberts de boscos i el peu de la muntanya, gaudint d'un clima més temperat, es conrea.
La temperatura mitjana anual és de -6,5 °C i les temperatures mitjanes varien entre els -18 °C als 8 °C a l'agost. Els rècords de temperatura registrats són de 18,2 °C el 16 d'agost del 2007 i de -35,5 °C. El 25 de setembre de 1966, l'estació meteorològica mesurà una velocitat rècord de vent per al Japó de 91 m/s, aproximadament 330 km/h, en el moment del passatge d'un tifó. L'elevada altitud del mont Fuji i el seu relatiu aïllament d'altres muntanyes del Japó provoca a vegades, en cas de vent, l'aparició de turbulències atmosfèriques anomenades carrers de vòrtexs de von Kárman. El 5 de març de 1966, el vol 911 del Boeing 707 de la British Overseas Airways Corporation, pres per aquest tipus de turbulències, es va dislocar en l'aire i es va estavellar prop del mont Fuji, poc després d'enlairar-se de l'Aeroport Internacional de Haneda, sense deixar cap supervivent (113 passatgers i 11 membres de la tripulació anaven dins l'aparell).

## Geologia

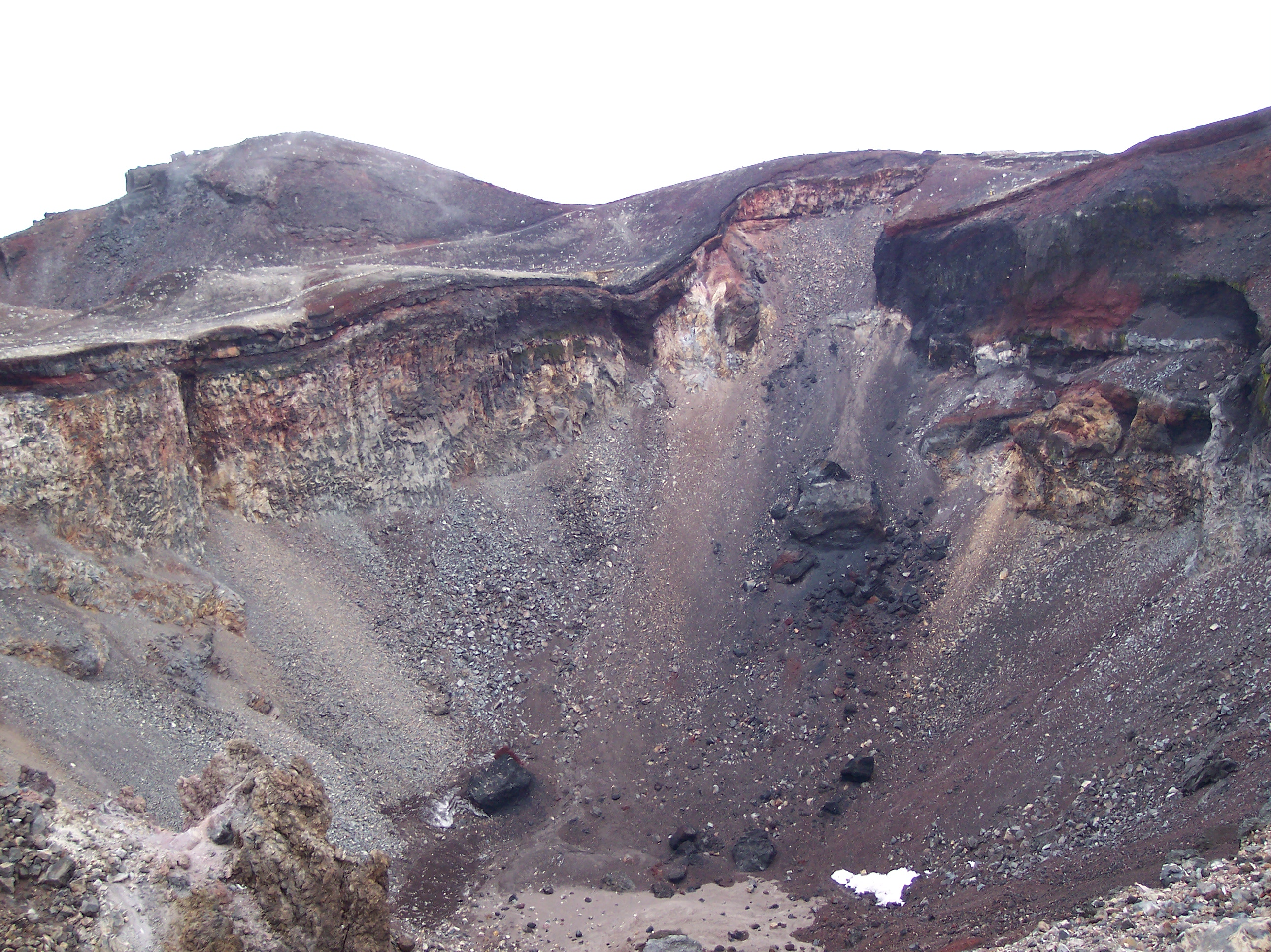
El cràter principal del mont Fuji.

El mont Fuji és un estratovolcà que forma part del cinturó de foc del Pacífic, les erupcions del qual, majoritàriament explosives, el classifiquen com a volcà gris. El volcà està localitzat a la base de la triple cruïlla entre la placa filipina i les microplaques Amur i Ojotsk de la placa eurasiàtica. Aquestes plaques formen, respectivament, les parts occidental i oriental del Japó i la península d'Izu. El mont Fuji constitueix el volcà més septentrional de l'arc volcànic format per les illes Izu. A més a més del cim principal dominat per un cràter sommital, els flancs i els peus del mont Fuji contenen una cinquantena de doms de lava, de cons i de petites boques eruptives.
Els científics han identificat quatre fases diferents d'activitat volcànica en la formació del mont Fuji. La primera fase, anomenada Sen-komitake, consisteix en un cor d'andesita recentment descoberta a les profunditats de la muntanya. La segona, Komitake Fuji, és una capa de basalt probablement formada fa centenars de milers d'anys. Fa aproximadament 100.000 anys, el «Vell Fuji» s'hauria format per sobre del Komitake-Fuji. Finalment, el «Nou Fuji» es formà sobre el cim del «Vell Fuji», fa uns 10.000 anys.
El mont Fuji està classificat com un volcà actiu de baix risc eruptiu. L'última erupció registrada començà 16 de desembre del 1707 i acabà al voltant del 24 de febrer del 1708, durant el període Edo. De vegades s'anomena «gran erupció Hoei». Durant aquest esdeveniment, es formà un nou cràter volcànic, i un segon pic, anomenat Hoei-cen, a mitja pendent, en el vessant sud-est de la muntanya. Els científics prediuen una activitat volcànica menor en els anys vinents.
Es calcula que sota el mont Fuji hi ha al voltant de 150 fluxos de lava, però només 10 coves de lava tot i que són de gran magnitud, ja que 8 d'elles superen els 500 metres de longitud. La més gran, la Mitsuke Ana, fa 2.139,75 metres.

## Activitats

### Ascensions

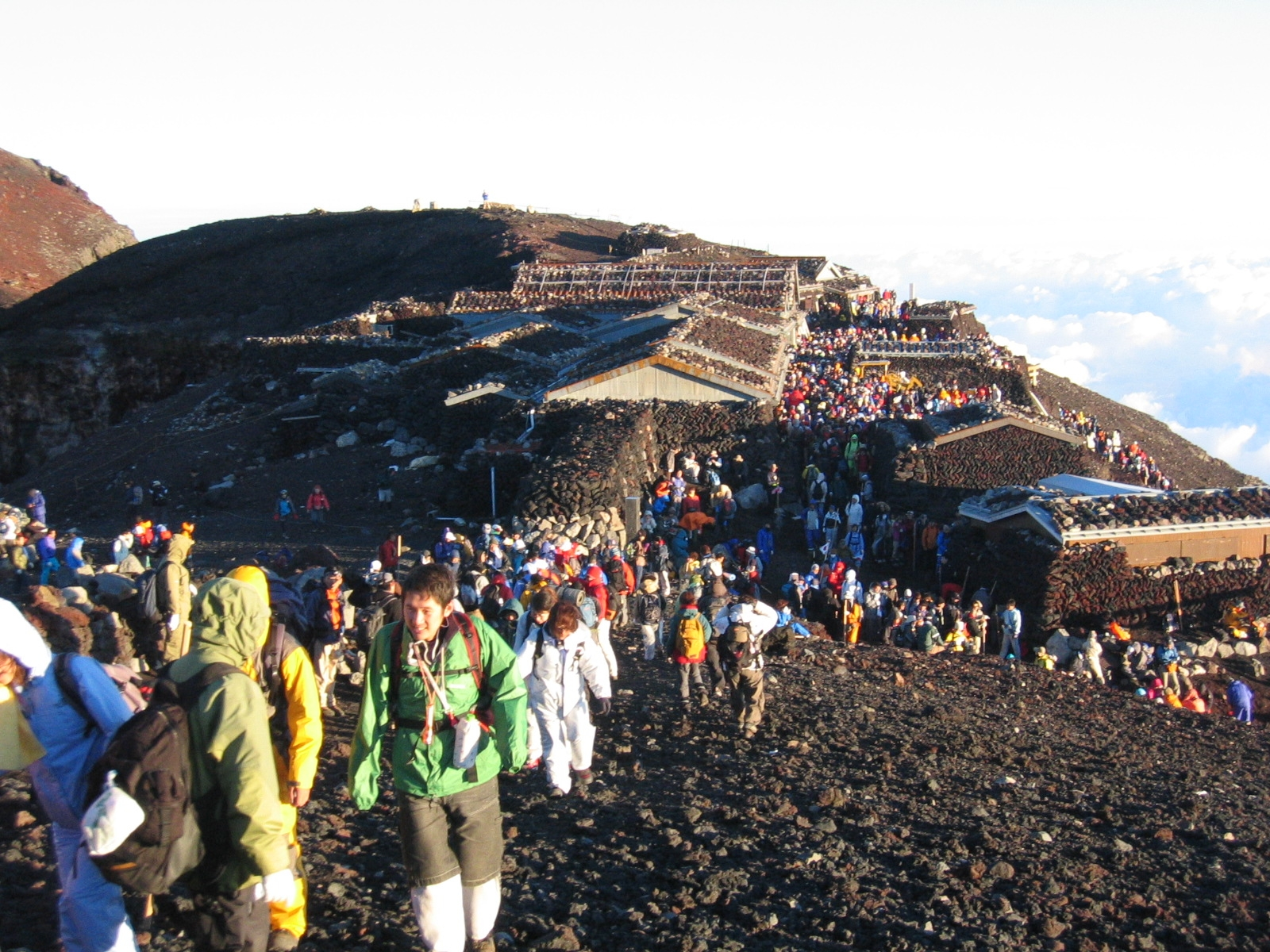
Una multitud de gent en el cim.

L'ascensió al mont Fuji és relativament fàcil, tot i que es pot complicar a causa de la gran distància horitzontal entre el punt de partida i el cim. A vegades els senders estan plens, ja que el volcà és un lloc de peregrinació popular, excepte a l'hivern quan es cobreix de neu i gel. El període més popular per a escalar-lo és des de l'1 de juliol al 27 d'agost, quan s'obren refugis i altres serveis turístics, així com la circulació dels autobusos fins a la cinquena estació, l'última accessible per carretera i la més propera al cim. S'estima que el nombre de visitants anual del mont Fuji és d'entre 100.000 i 200.000 persones, inclosos els estrangers que formen el 30%.

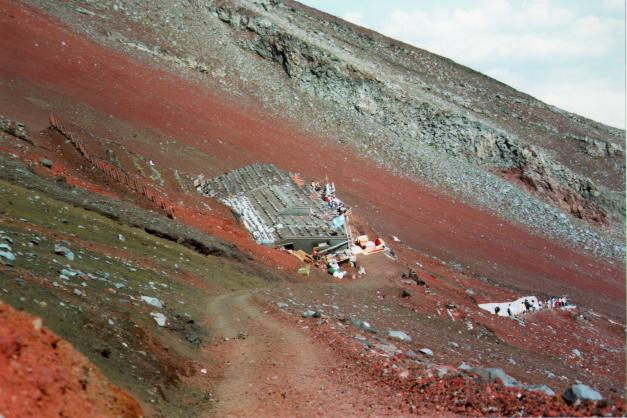
Una de les estacions on els escaladors poden aturar per a beure, menjar o abastir-se d'oxigen.

L'ascens pot durar d'entre tres a vuit hores i el descens entre dues a cinc. El camí està dividit en deu estacions i la carretera acaba a la cinquena, a uns 2.300 metres sobre el nivell del mar. Els hostatges no solen estar oberts durant la nit per als caminants. Hi ha quatre camins principals per arribar al cim des de la cinquena estació: Kawaguchiko, Subashiri, Gotemba i Fujinomiya (en el sentit de les agulles del rellotge) amb quatre itineraris secundaris des del peu de la muntanya: Shojiko, Yoshida, Suyama i Murayama. Les estacions estan distribuïdes al llarg de les diferents vies que es troben a diferents altures: la més alta, la cinquena estació situada a Fujinomiya, seguida per la Kawaguchiko, i finalment per la Gotenba Subashiri. Kawaguchiko, tot i ser la segona més alta, és la més popular a causa de la seva gran àrea d'aparcament.

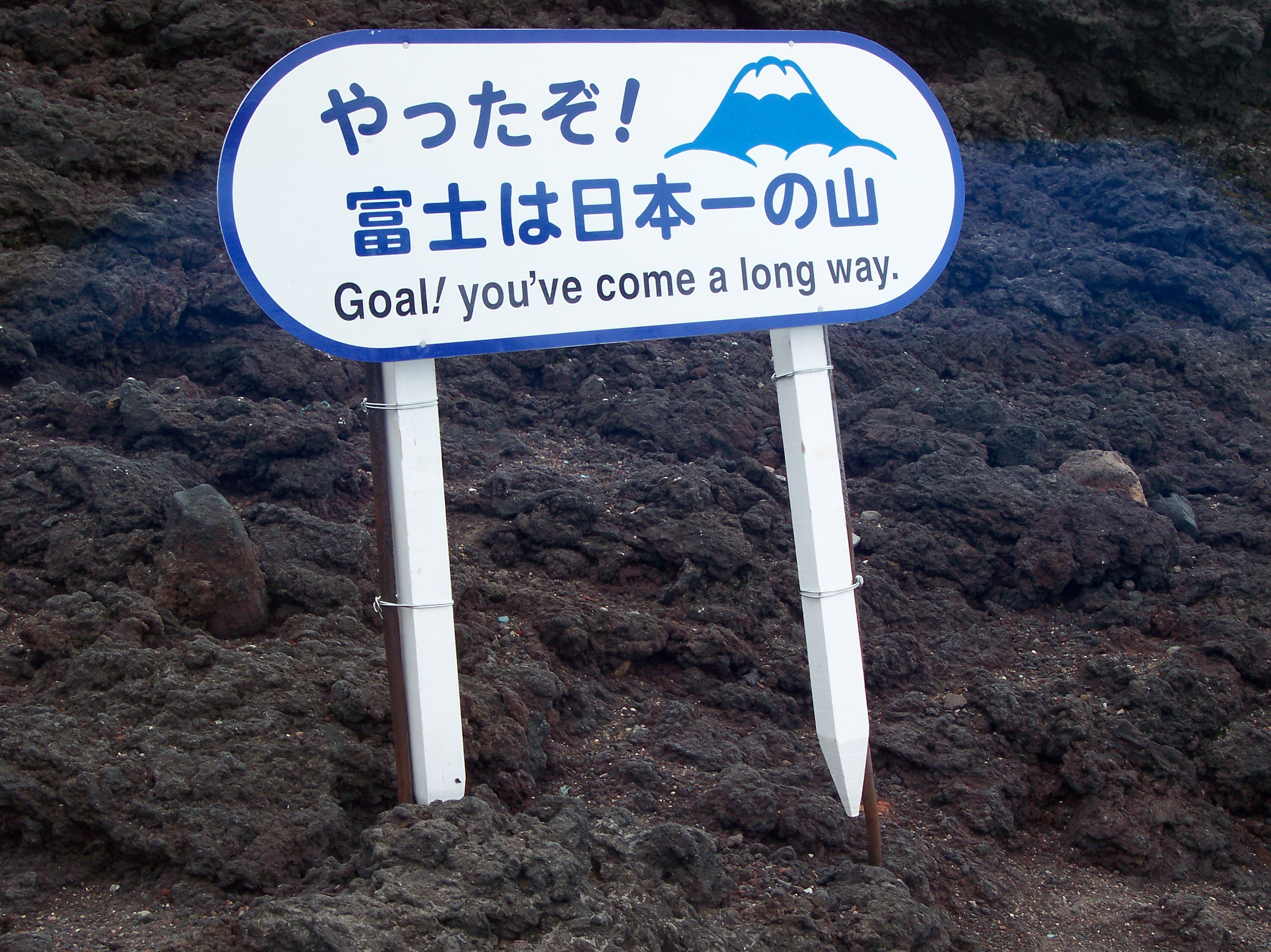
Rètol que indica l'arribada al cim.

Tot i que la majoria dels excursionistes no passen per les rutes Subashiri i Gotenba durant l'ascens, molts sí que ho fan a la baixada per gaudir dels seus camins coberts de cendra volcànica. Així, és possible cobrir la distància que separa la setena de la cinquena estació en només trenta minuts. També és possible pujar amb una bicicleta de muntanya per gaudir de la baixada, encara que l'exercici és particularment arriscat, a causa de les multituds i la dificultat en el control de la velocitat.

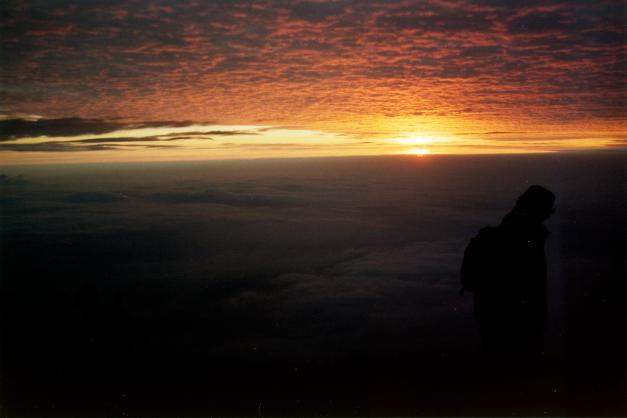
El sol ixent vist des del cim de la muntanya.

Les quatre rutes des del peu de la muntanya ofereixen accés als llocs històrics: Murayama és la més antiga, mentre Yoshida té molts temples antics, cases de te i ryokan tot al llarg del sender, des del qual a vegades es poden observar ossos del Tibet. Cada 26 d'agost s'organitza una processó amb torxes que passa pels temples i arriba al santuari xintoista de Yoshida. Últimament, aquestes rutes han guanyat popularitat i, en conseqüència, s'han restaurat.
Els muntanyistes que fan l'ascensió de nit, a més a més del fet d'evitar l'excursió sota el sol, tenen el privilegi de presenciar des del cim la sortida del sol, esdeveniment particularment apreciat pels japonesos, especialment la nit del 31 de desembre malgrat les dures condicions climatològiques. És possible llavors observar el panorama durant el descens.
Fins a finals de maig, el mont Fuji ofereix moltes pistes d'esquí d'excursió sobre el seu vessant al nord-est, des de la 5a estació (2.300 m). El camí d'accés està obert des de les 3:00 h del matí.

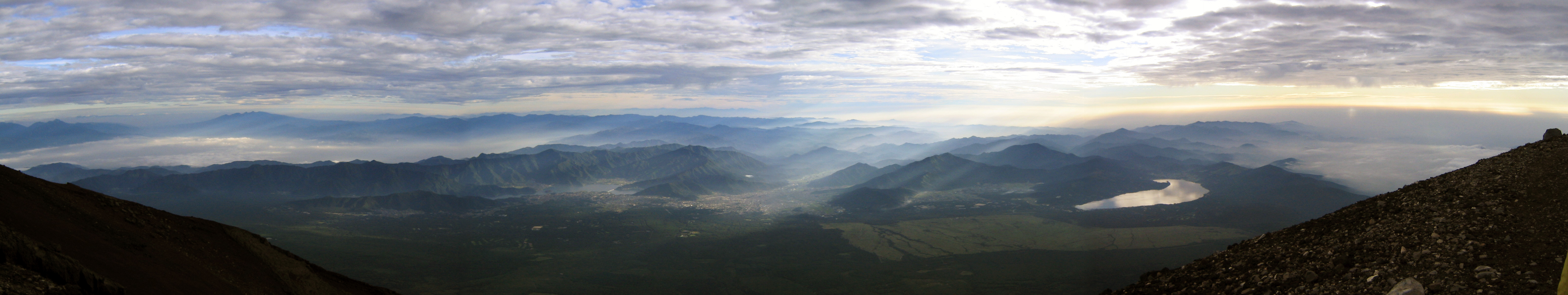
Panorama del matí al nord-est del mont Fuji, d'esquerra a dreta: Llac Kawaguchiko, la ciutat de Fujiyoshida i el llac Yamanaka.

### Parapent

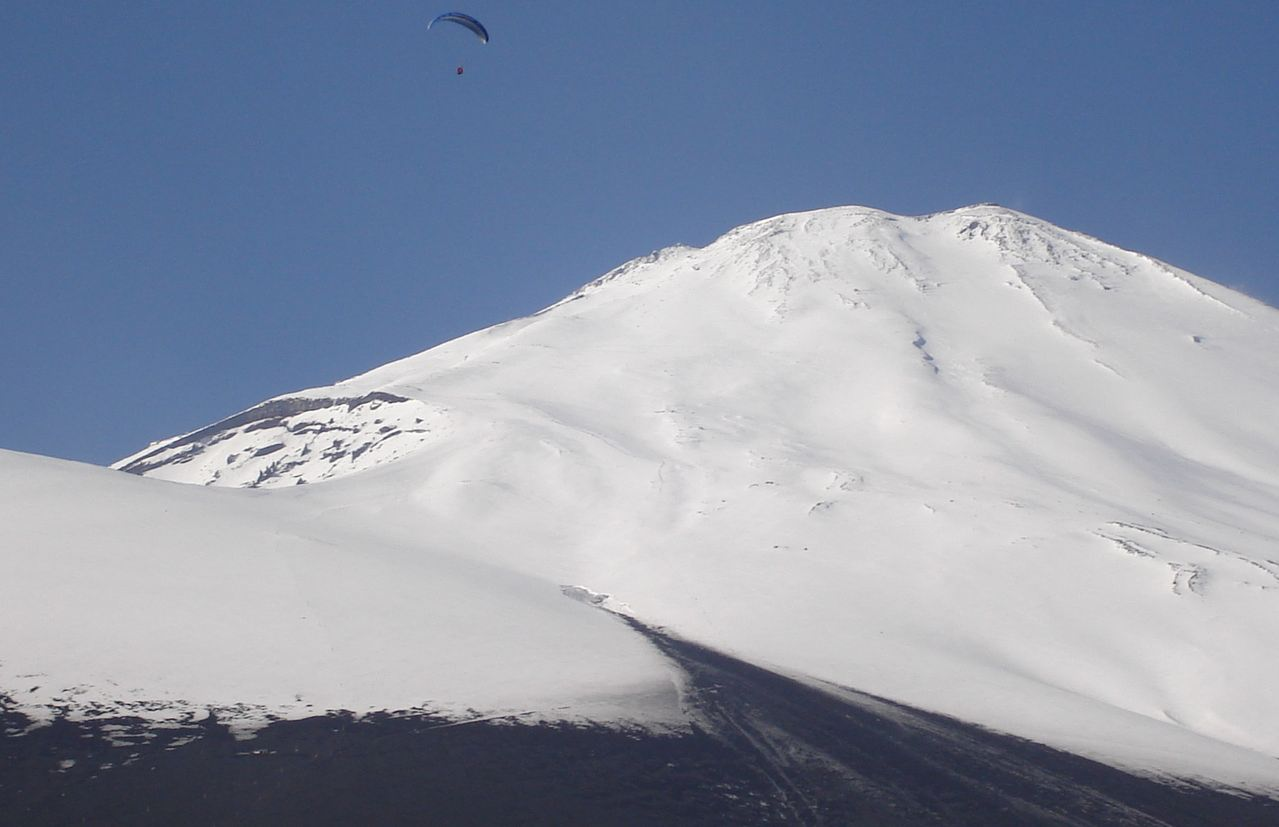
El mont Fuji fotografiat des d'un parapent des de Gotenba, el vessant sud.

Normalment, els parapentistes surten de l'aparcament Gotenba, entre Subashiri i el pic Hoei-zan, al vessant sud de la muntanya, de vegades en altres llocs depenent de la direcció del vent. Diverses escoles de parapent utilitzen els vessants mitjans de la muntanya com a camp d'entrenament.

### Protecció del medi ambient

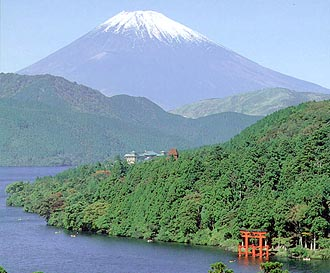
Hakone i el mont Fuji.

El mont Fuji forma part del Parc Nacional Fuji-Hakone-Izu, així com els cinc llacs del Fuji, Hakone, la península d'Izu i les illes Izu. És conegut per protegir espècies rares de sargantanes, en particular les del gènere Takydromus.
El parc és candidat a ser declarat patrimoni de la humanitat de la UNESCO des del 2007. El projecte, nascut a començaments de la dècada de 1990, semblava impossible d'assolir, ja que les condicions ambientals són dràstiques, però aquesta possibilitat ha portat les autoritats a iniciar un pla de neteja d'aquesta muntanya emblemàtica.

### Observatori
El 1932, es va instal·lar una estació meteorològica temporal al cim del mont Fuji. Recollia una gran quantitat d'informació que enviava en ones VHF. El 1936, es va decidir transformar-la en una estació permanent, i es convertí en la més alta del moment.

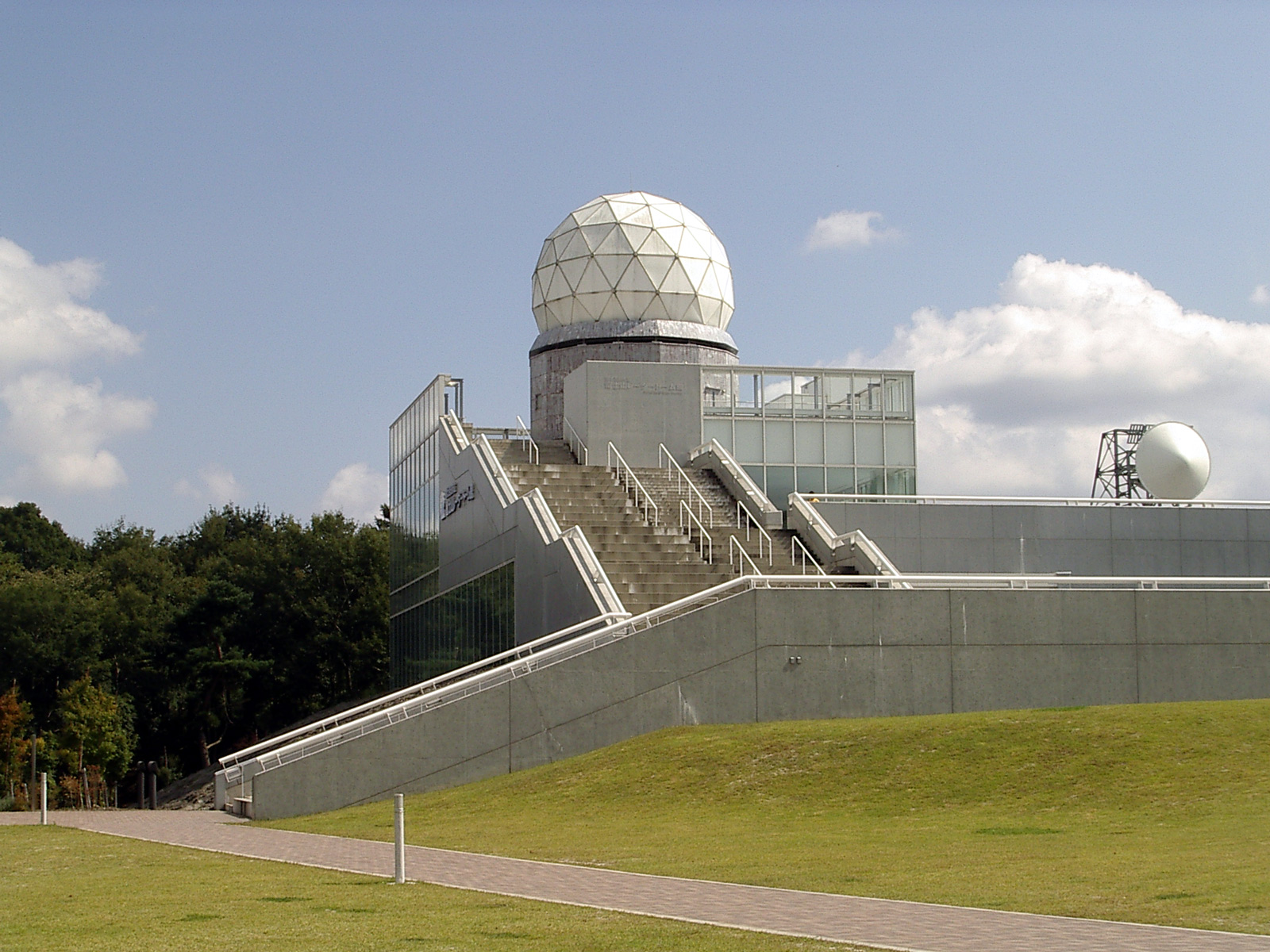
El nou observatori de radar mil·limètric del mont Fuji.

El 10 de setembre del 1964, la instal·lació es completà amb un radar amb un rang de 800 km d'antena circular amb un diàmetre de cinc metres. Malgrat les difícils condicions climàtiques, s'utilitzà en aquests llocs fins al 2000 quan va ser substituïda gradualment per satèl·lits. El 2004 es va reconstruir al peu de la muntanya el nou observatori mil·limètric Fujiyoshida. Un dels objectius de l'estació meteorològica és predir tifons mitjançant mesures de la temperatura de l'aire, humitat i pressió atmosfèrica.

### Diamond Fuji

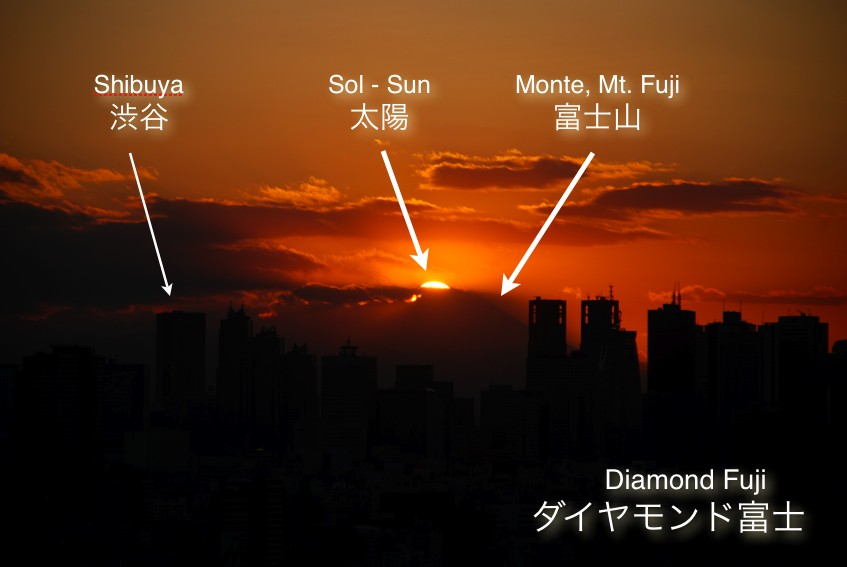
Diamond Fuji darrere dels edificis de Shibuya, vist des de l'observatori del Bunkyo Civic Center, Tòquio (Japó) (1 de febrer de cada any).

El fenomen conegut com a Diamond Fuji (El Diamant del fuji, en anglès) és el moment exacte de la posta del sol en la qual la trajectòria del Sol s'interseca amb la punta de la muntanya. Aquesta posta de sol és especialment bella si el dia és clar, perquè el perfil de la muntanya Fuji brilla amb el sol al seu darrere; a causa d'aquesta lluentor se li atribueix aquesta característica de semblança amb el diamant.

### Indústria
Les aigües subterrànies del mont Fuji i els seus voltants són utilitzades per a ús farmacèutic, per a la indústria del paper i la de l'aigua mineral per la seva riquesa de vanadi. Hi ha certes fonts termals al voltant del volcà que permeten que hi hagi una bona indústria termalista.
El nom Fuji està present en diverses franquícies del Japó; una de les més destacades és la marca Fujifilm, fabricant de càmeres digitals, de fotografia i vídeo.

### Traçat automobilístic
Hi ha una pista de carreres als peus del mont Fuji, el Fuji Speedway. El traçat, de 4,563 quilòmetres, es va establir el 1965 i va acollir el Gran Premi del Japó de Fórmula 1 la temporada 1976-1977. Aquell any, un accident greu del Ferrari de Gilles Villeneuve causà la mort d'un espectador i d'un comissari de pista. El Gran Premi del Japó es deixà de disputar el 1987 i es va fer a Suzuka. El 2000, Fuji Speedway fou comprat per Toyota, finalment i des del 2007 es tornà a disputar el gran premi de Fórmula 1 amb victòria de Lewis Hamilton.

## El mont Fuji en la cultura popular

### Representacions artístiques
A causa del seu perfil muntanyós excepcionalment simètric, el mont Fuji s'ha convertit en un símbol del Japó. Després de ser font d'inspiració de molts poetes, ha aparegut en una infinitat de representacions pictòriques (e-maki monogatari: rotllos il·lustrats, mandales Fuji-Sankei, ukiyo-e impressions o artesania). El més antic trobat és un dibuix en paper en una porta corredissa de l'entorn del segle xi.
Ha estat objecte d'un interès especial per part dels pintors japonesos, com el mestre del gravat japonès Katsushika Hokusai (1760-1849) amb les seves Trenta-sis vistes del Mont Fuji (Fugaku Sanjurokkei, 1831). Tenen una forta influència dels impressionistes europeus. El 1835, Hokusai publicà Cent Vistes del Mont Fuji (Fugaku Hyakkei) en forma de tres llibres en negre i gris.

Obres de Katsushika Hokusai
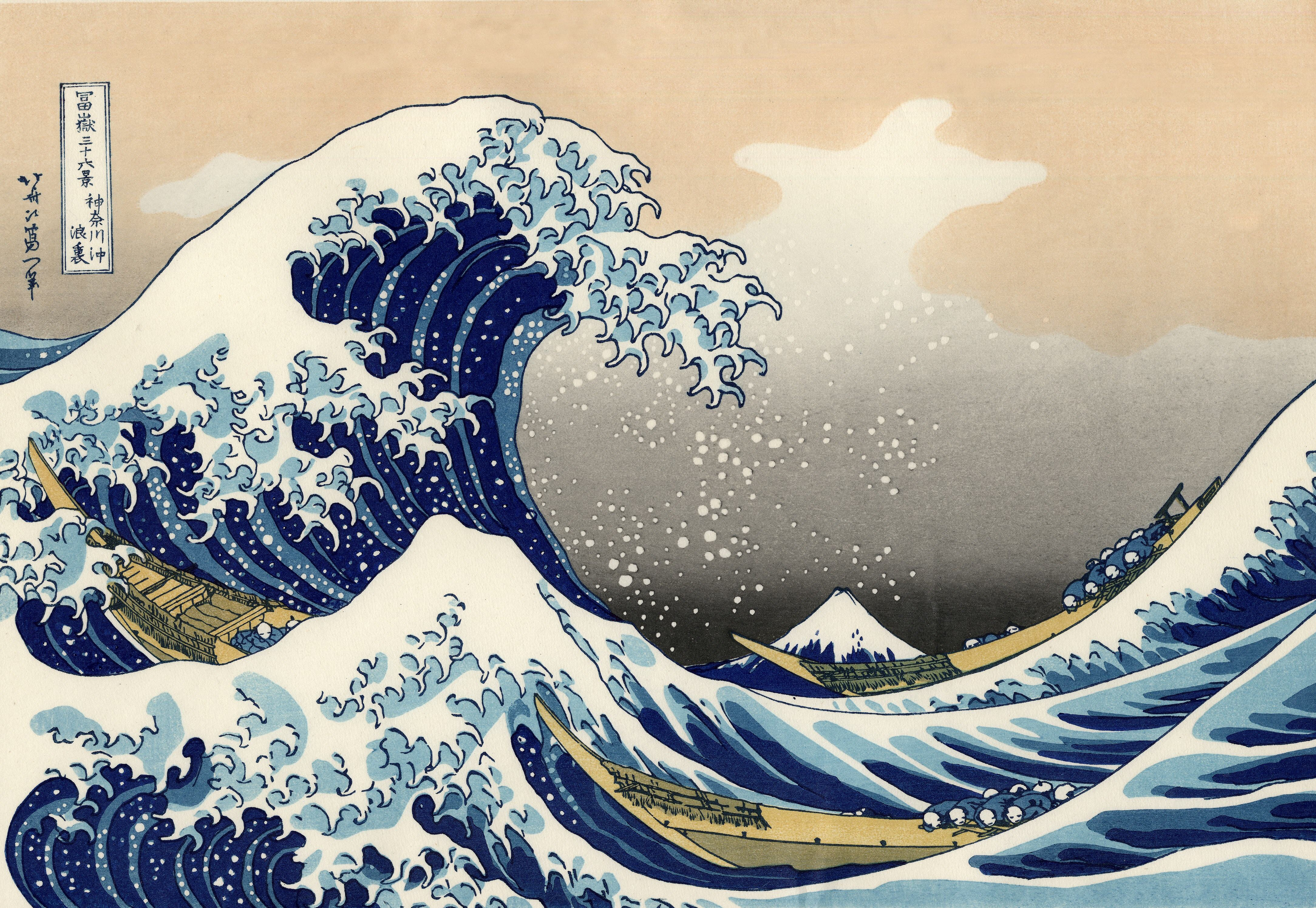
Les Trenta-sis vistes del mont Fuji, placa núm. 1: La gran onada de Kanagawa (Kanagawa-oki nami-ura)
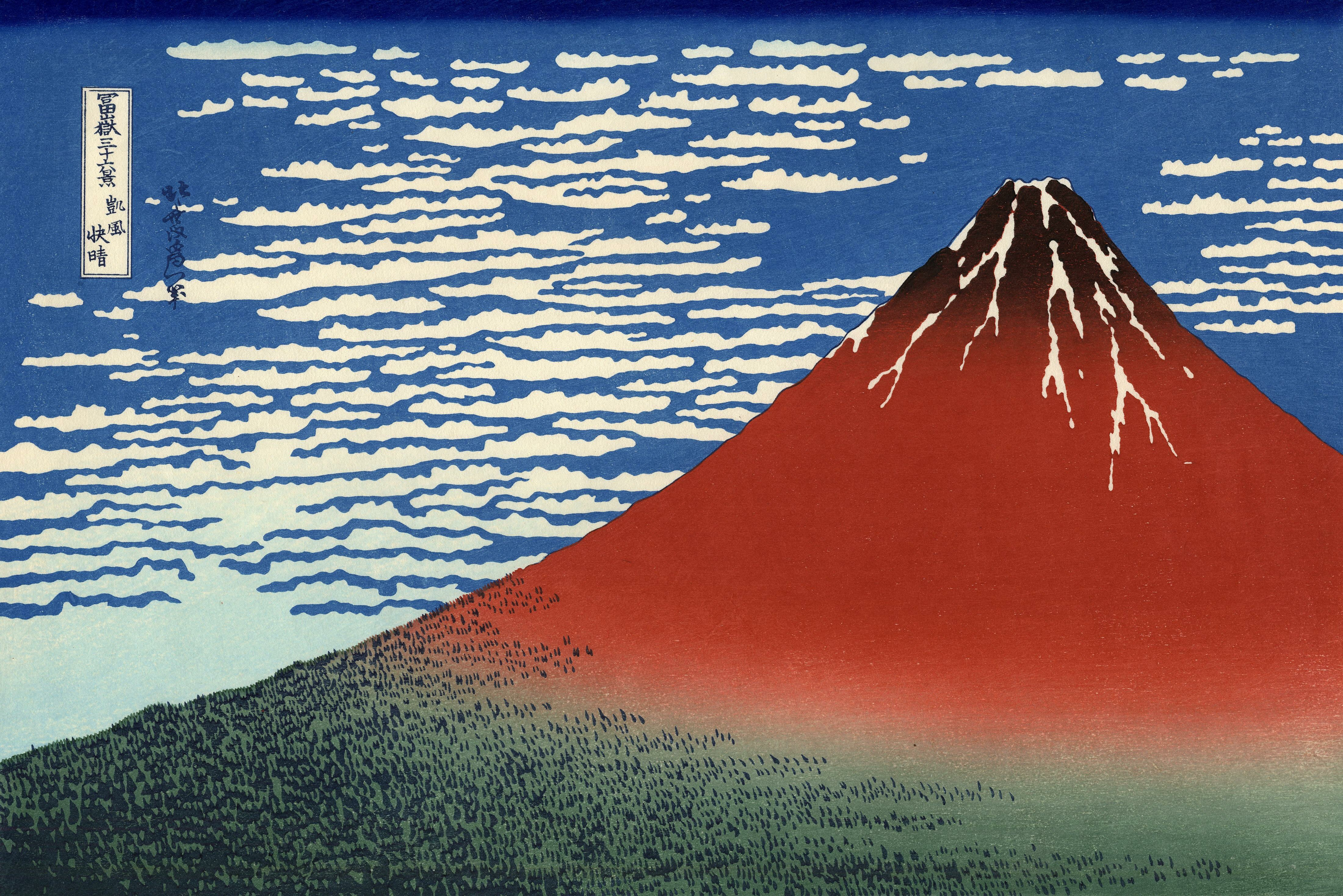
Les Trenta-sis vistes del mont Fuji, placa núm. 2: El mont Fuji en temps clars o Fuji vermell (Gaifu kaisei)
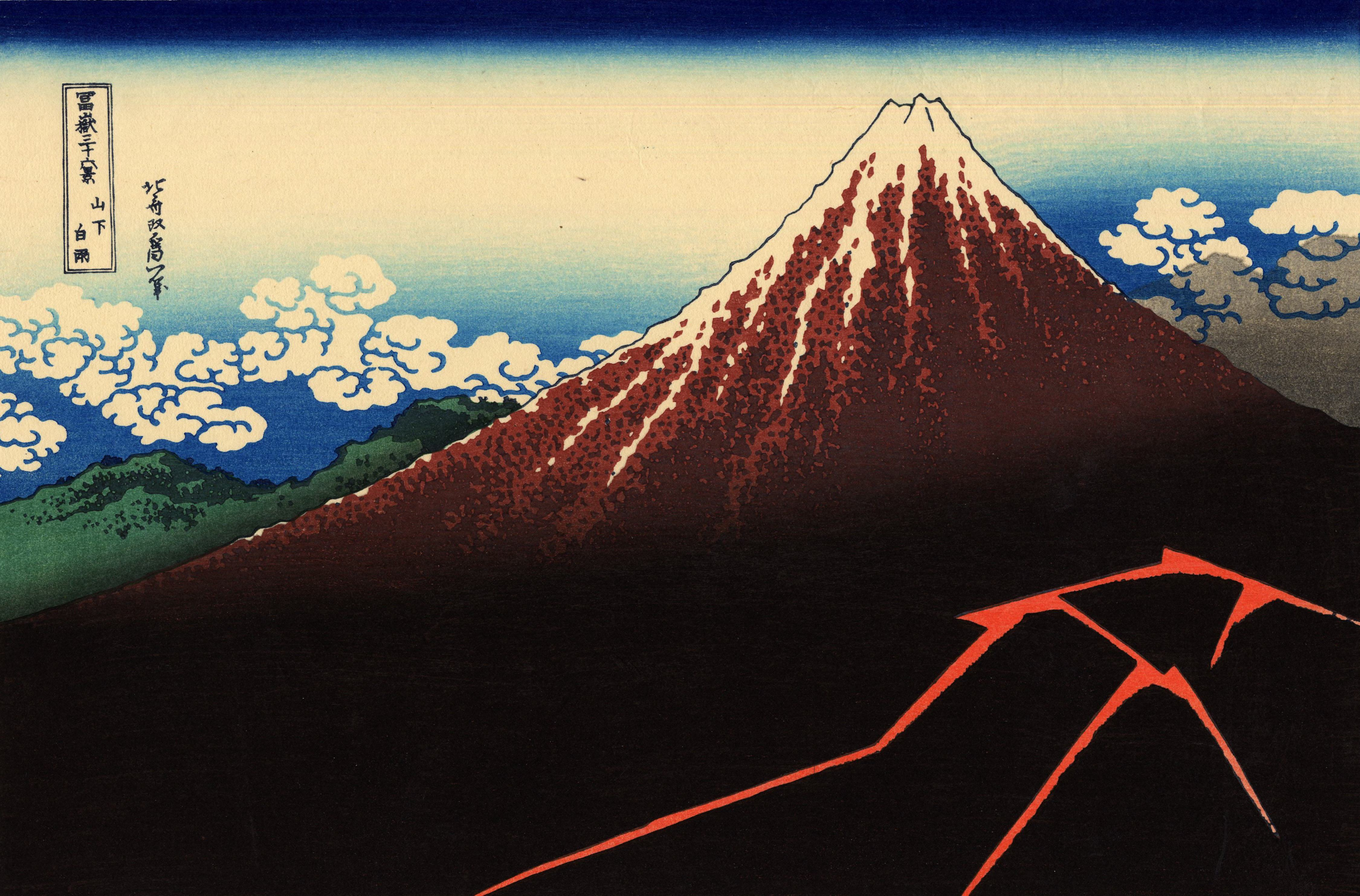
Les Trenta-sis vistes del mont Fuji, placa núm. 3: Tempesta al peu del mont Fuji (Sanka haku-u)
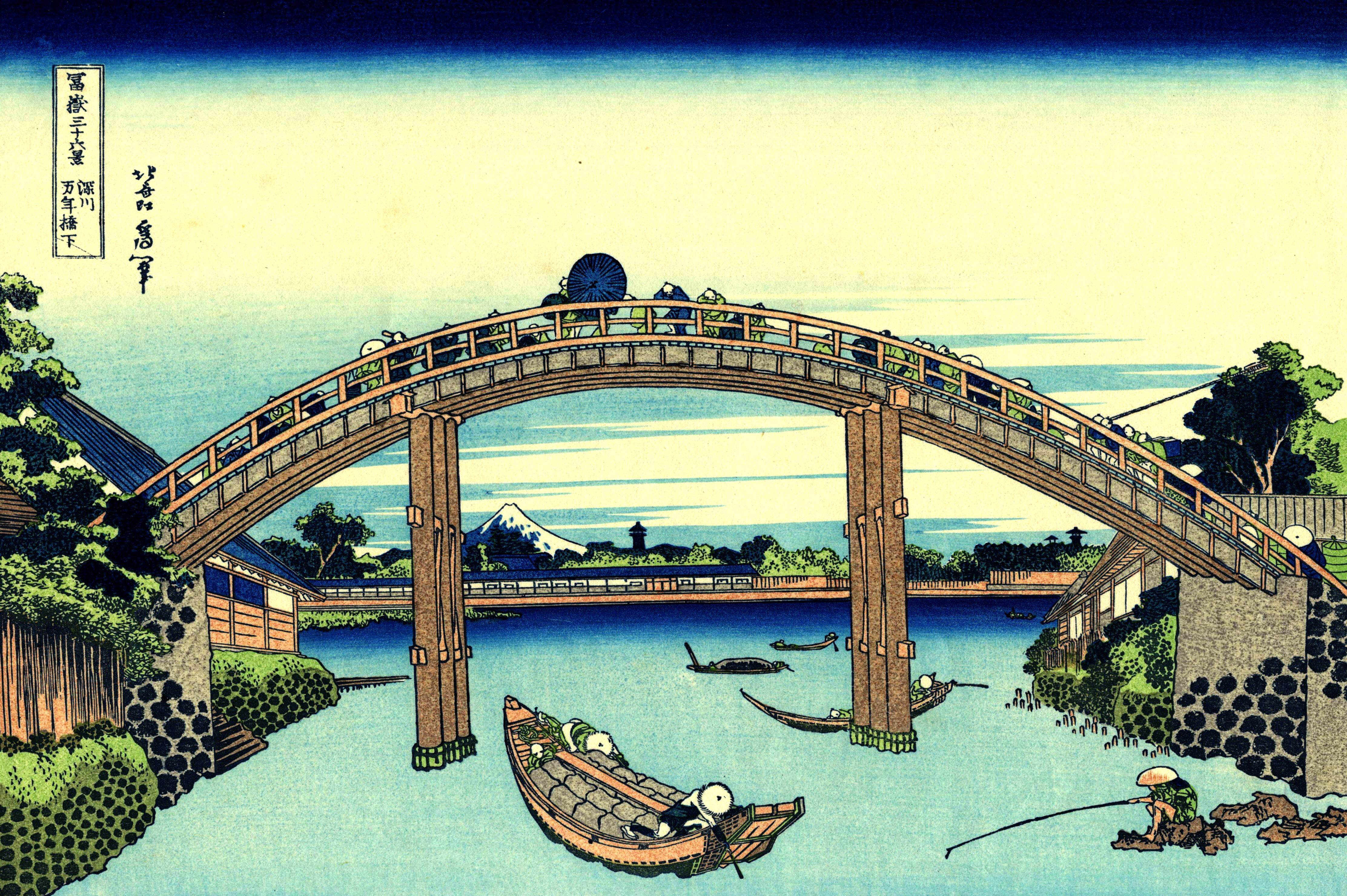
Les Trenta-sis vistes del mont Fuji, placa núm. 4: El mont Fuji vist a través del Pont Mann a Fukagawa (Fukagawa Mannen-bashi)
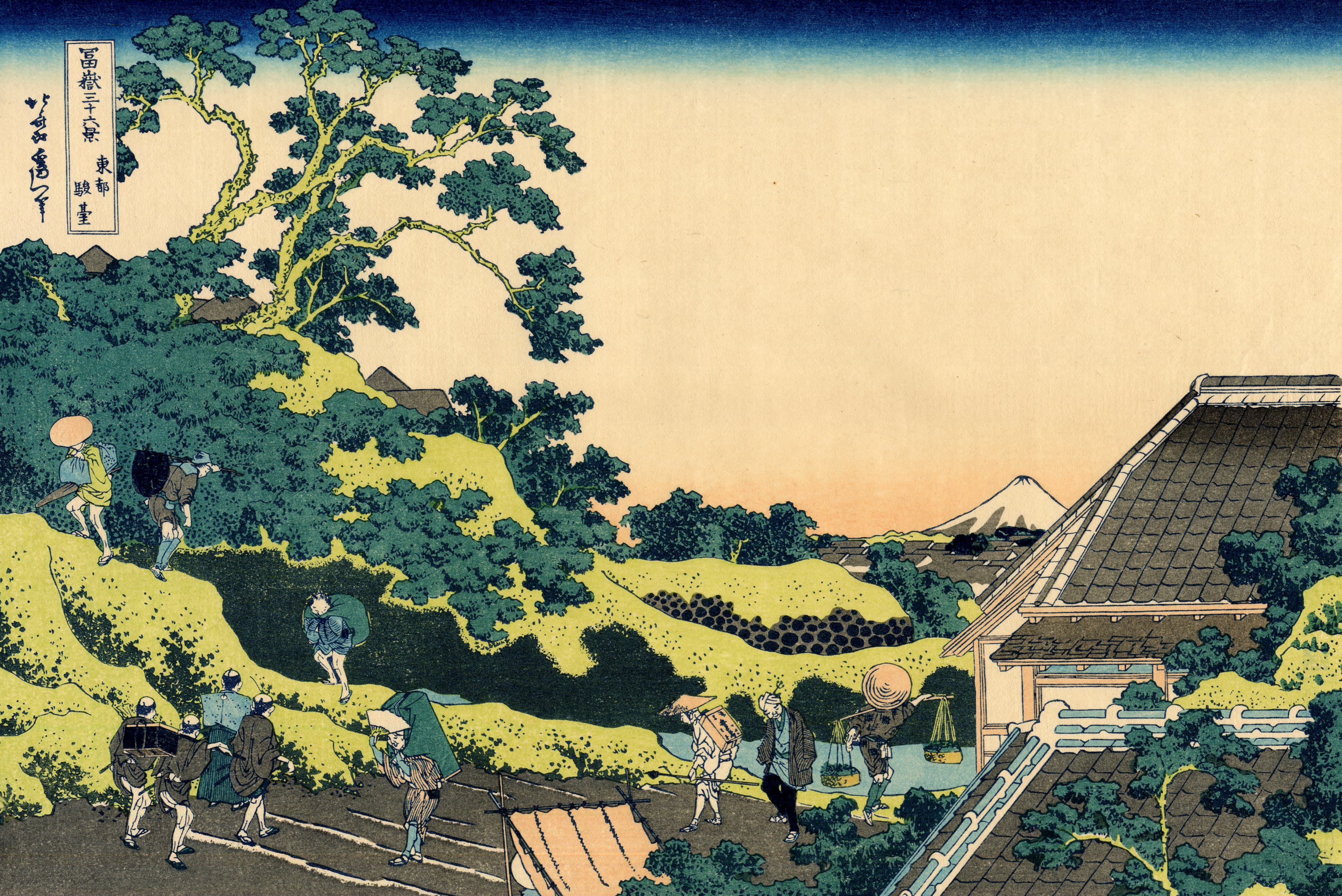
Les trenta-sis vistes del mont Fuji, placa núm. 5: El mont Fuji vist des del coll Mishama (Toto sundai)
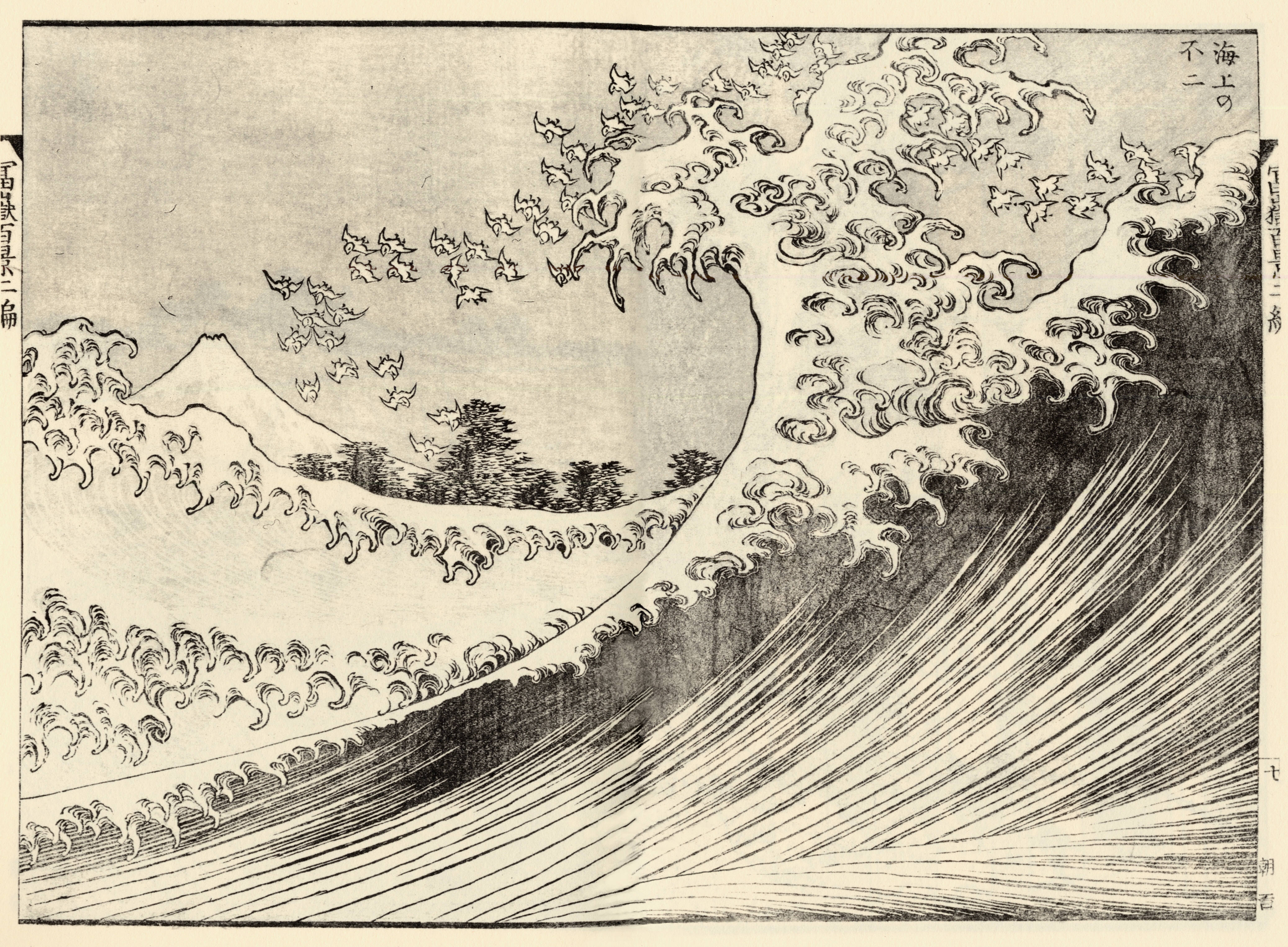
Les cent vistes del mont Fuji vol. 2, La gran onada
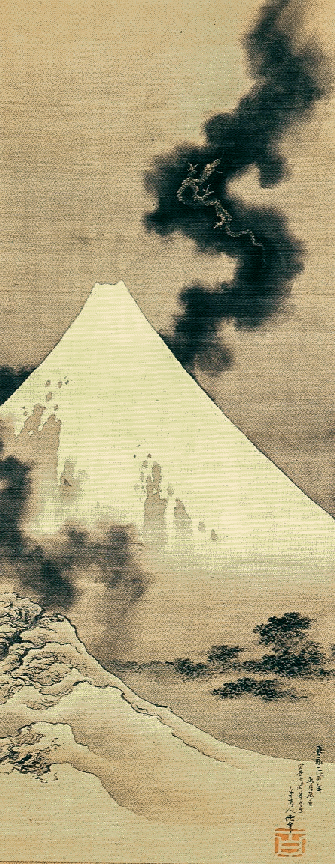
El drac escapant-se en el fum del mont Fuji.
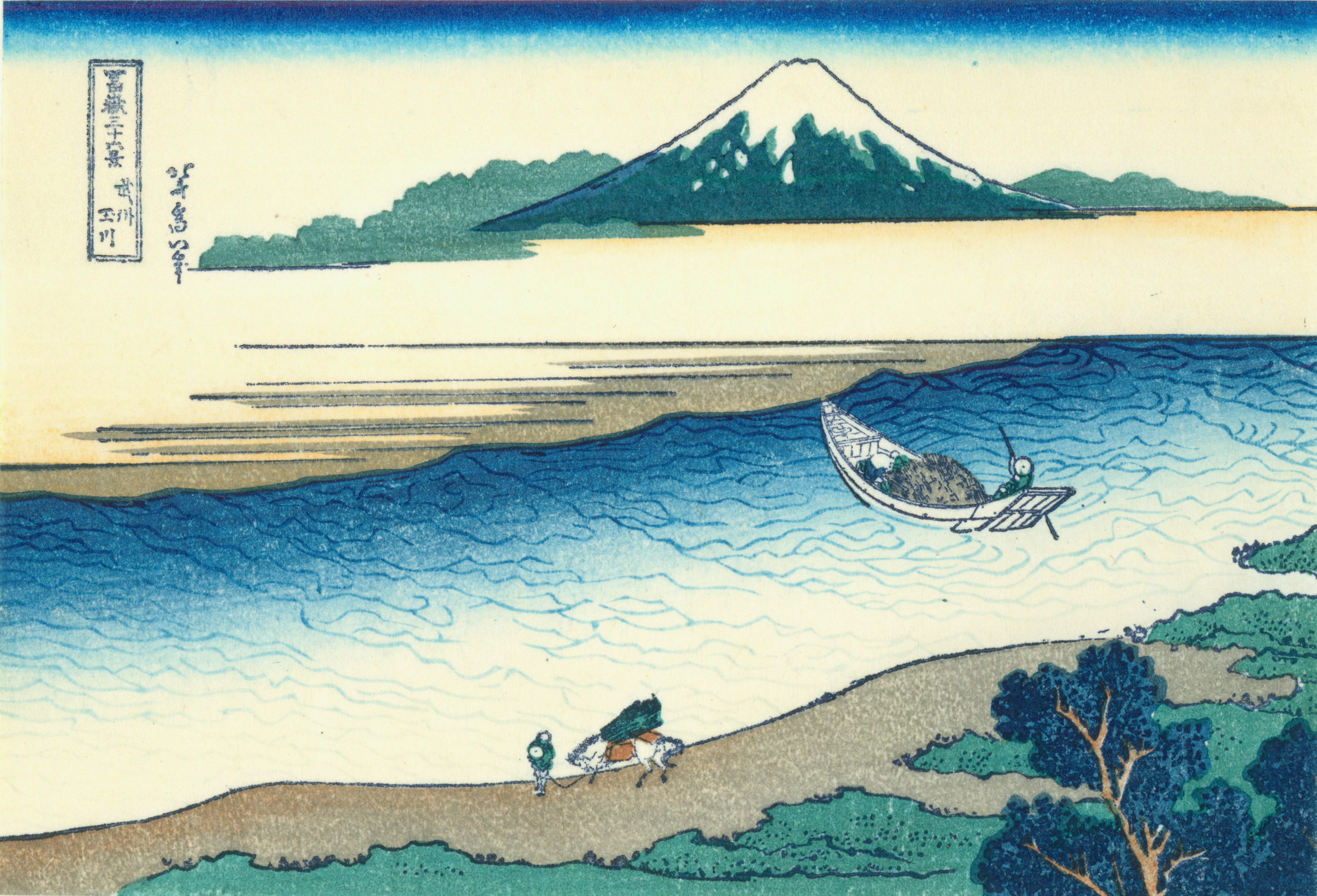
Les trenta-sis vistes del mont Fuji: Riu Tama a Musashi.

Paral·lelament, un altre gran artista, Hiroshige (1797-1858), conegut principalment per presentar en els anys 1833-1834 Cinquanta-tres estacions del Tokaido, també va pintar dues sèries de Trenta-sis vistes del mont Fuji.

Obres de Hiroshige
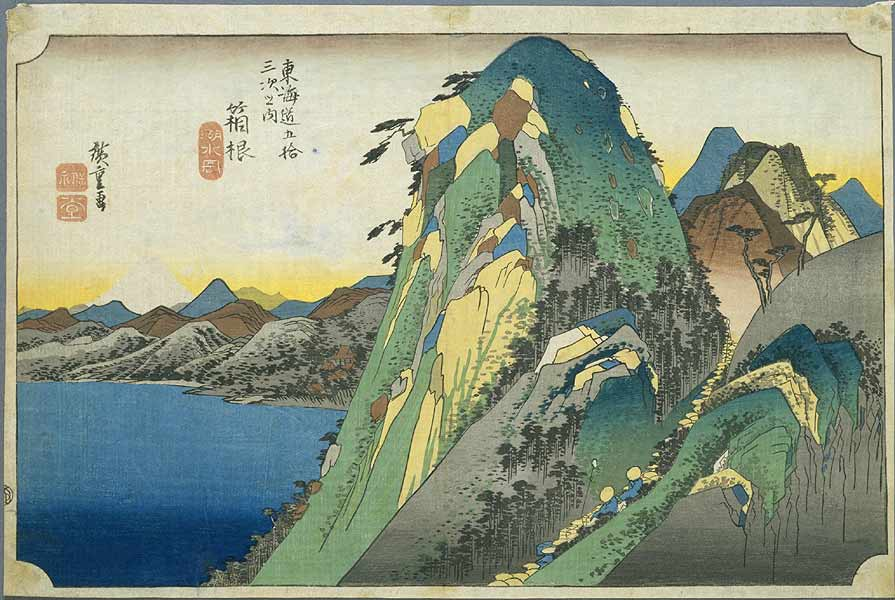
Cinquanta-tres estacions del Tokaido, edició de Hoeido : El llac de Hakone (10a etapa)
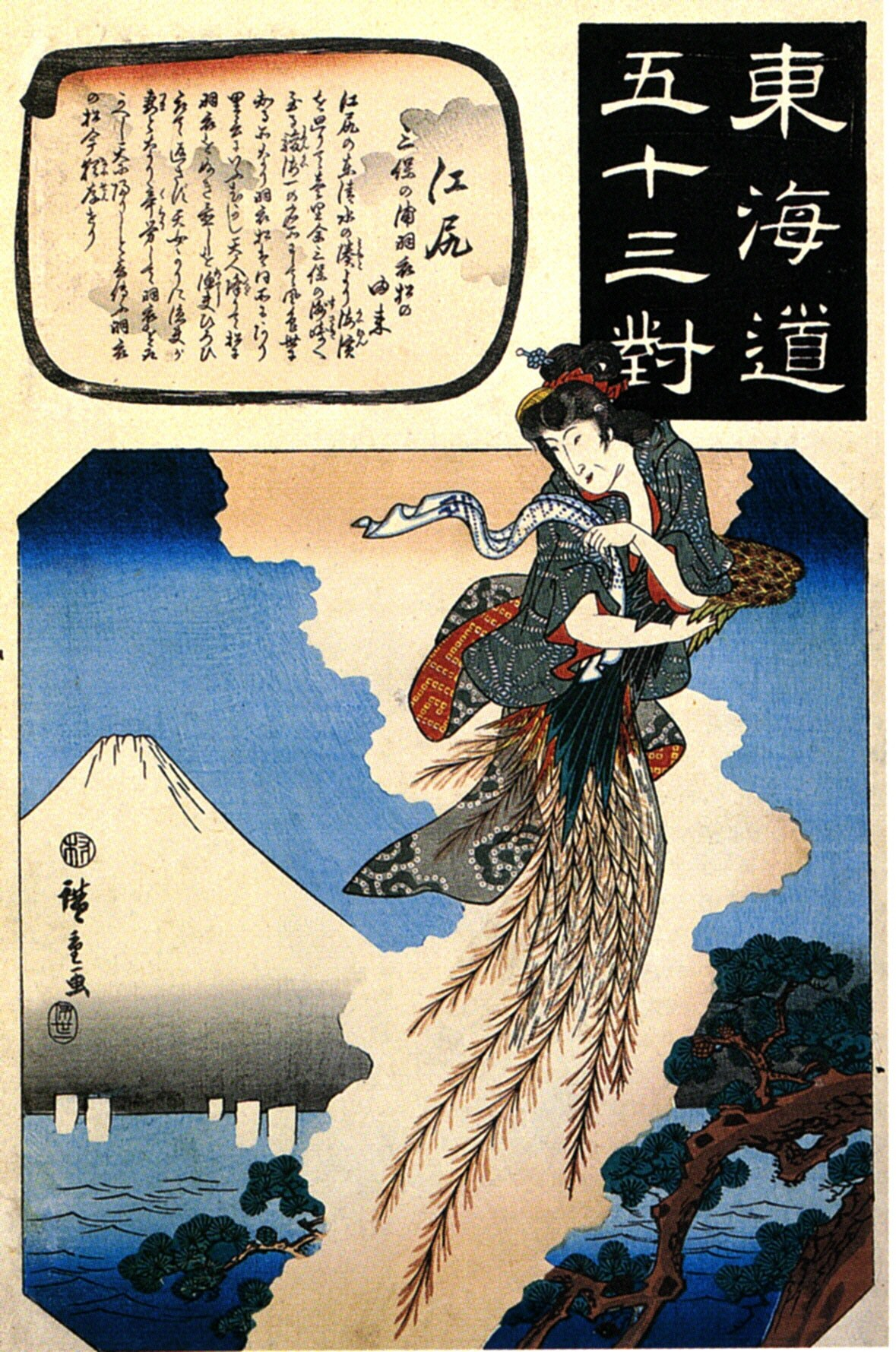
Cinquanta-tres estacions del Tokaido, edició de Paris : El relegat d'Ejiri (19a etapa)
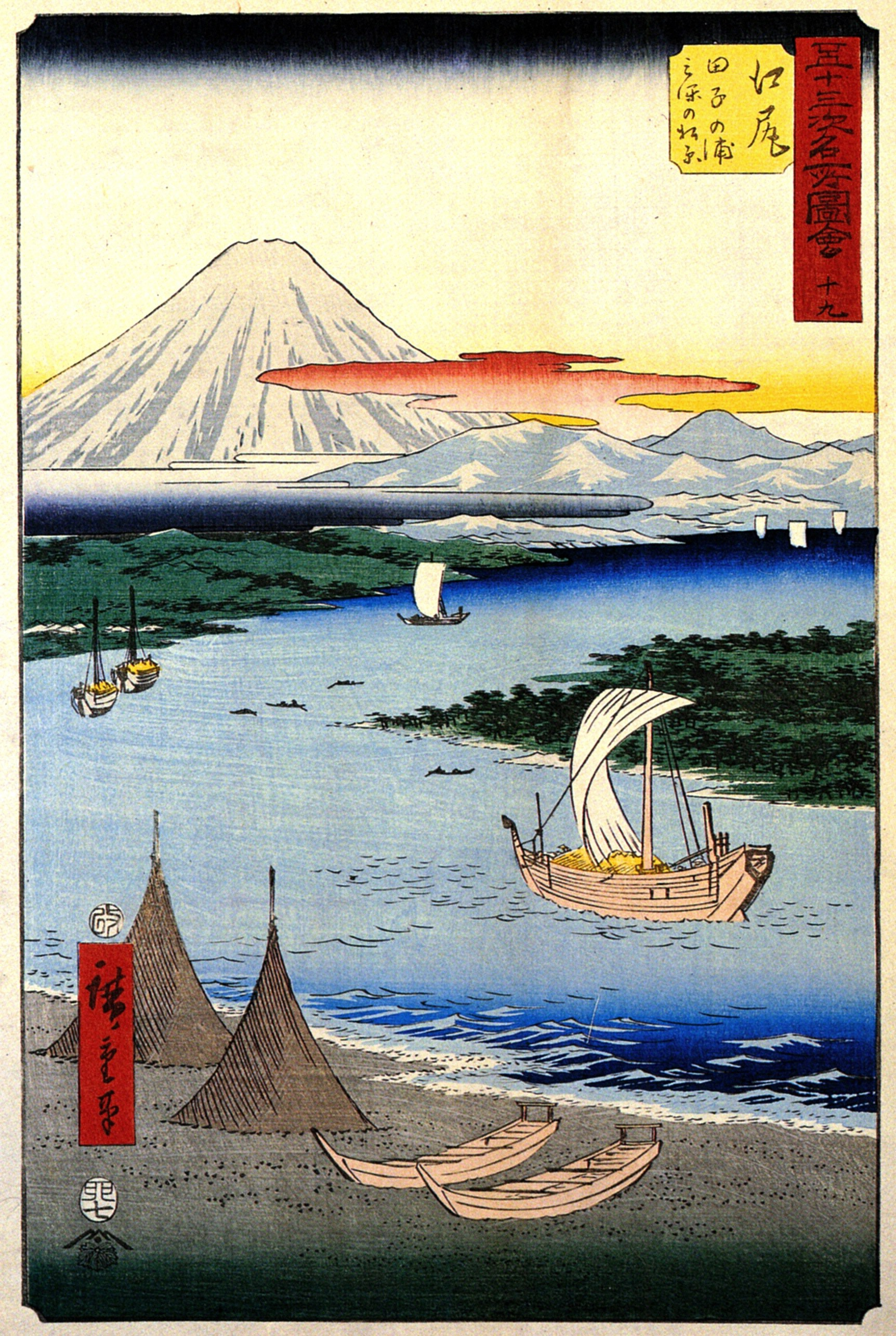
Cinquanta-tres estacions del Tokaido, edició de Tate-e : El relegat d'Ejiri (19a etapa)
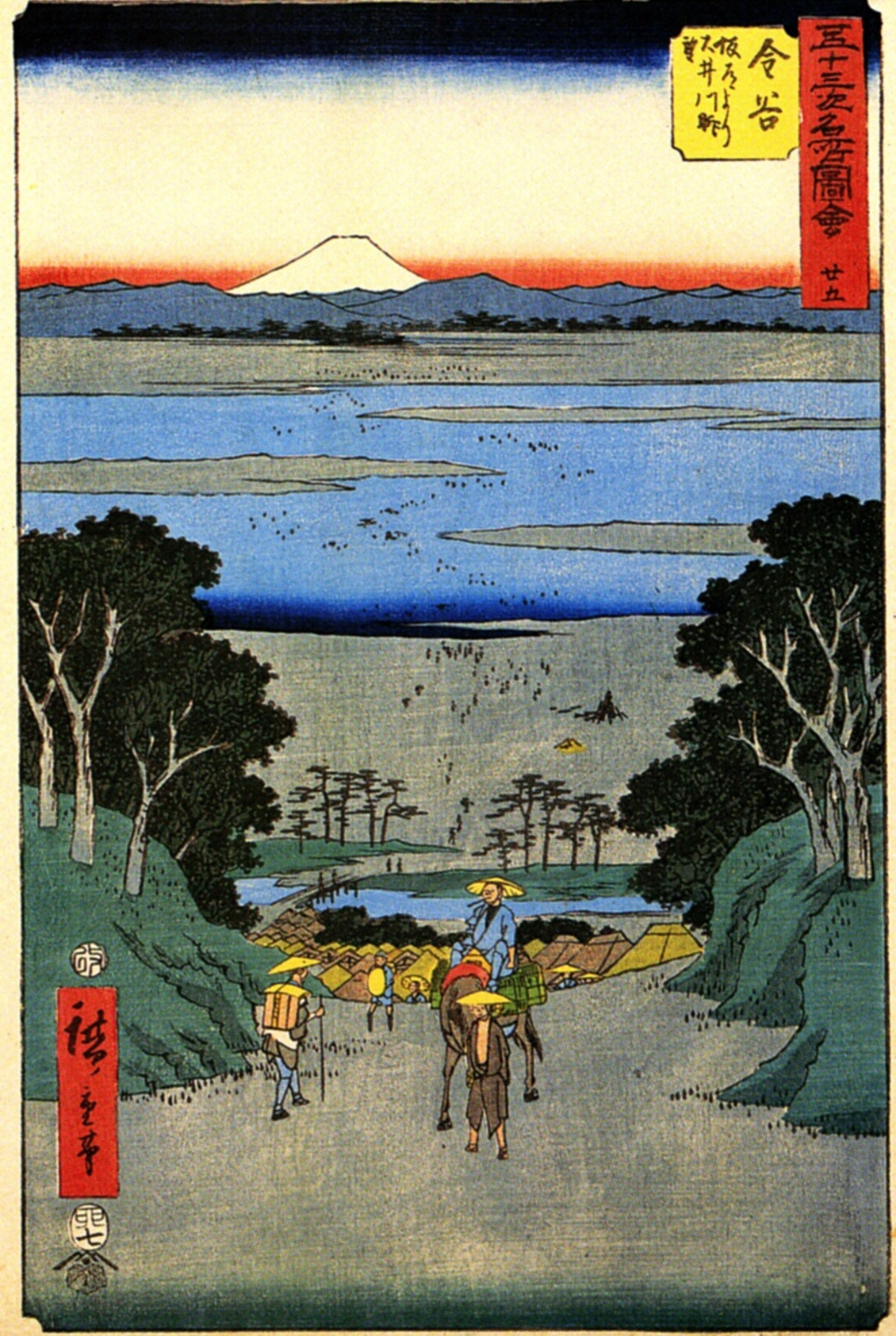
Cinquanta-tres estacions del Tokaido, edició de Tate-e : El relegat de Kanaya (25a etapa)
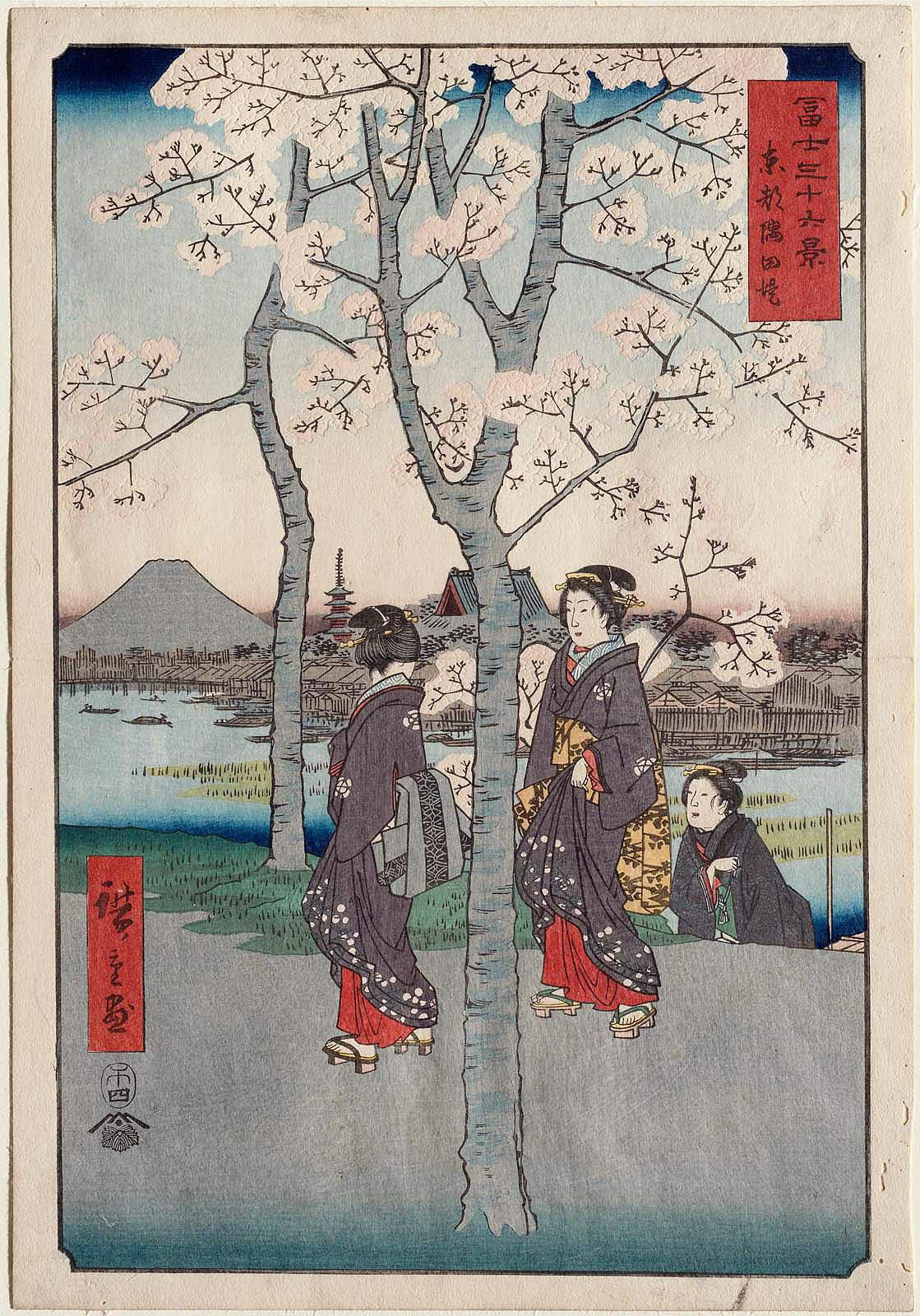
Les Trenta-sis vistes del mont Fuji, sèrie núm. 2
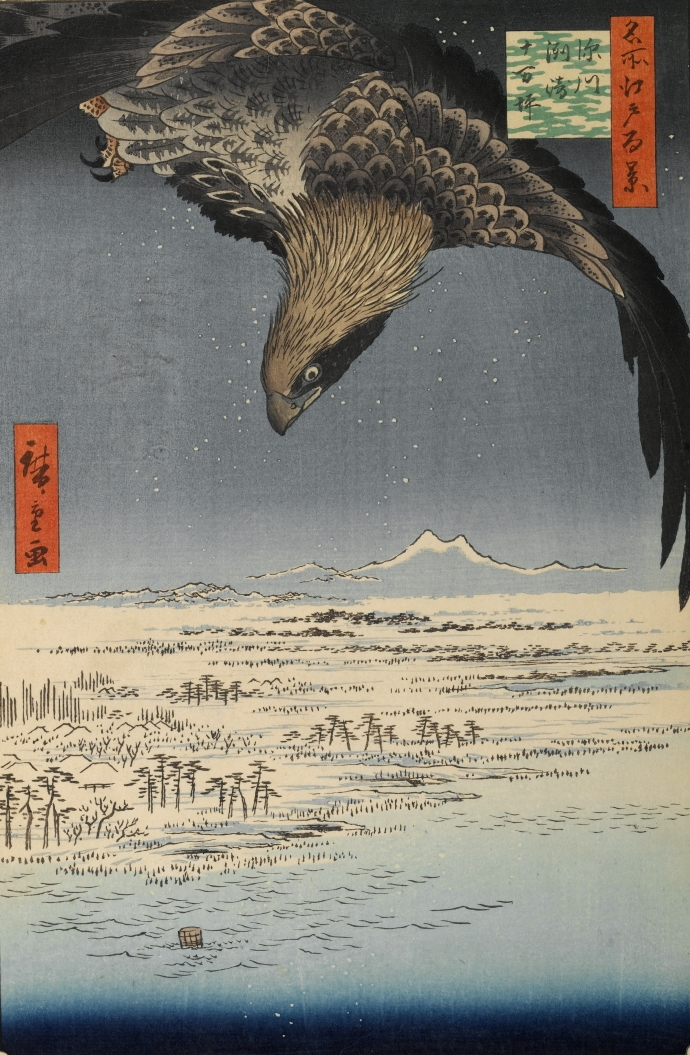
Fukagawa Susaki i Jūmantsubo
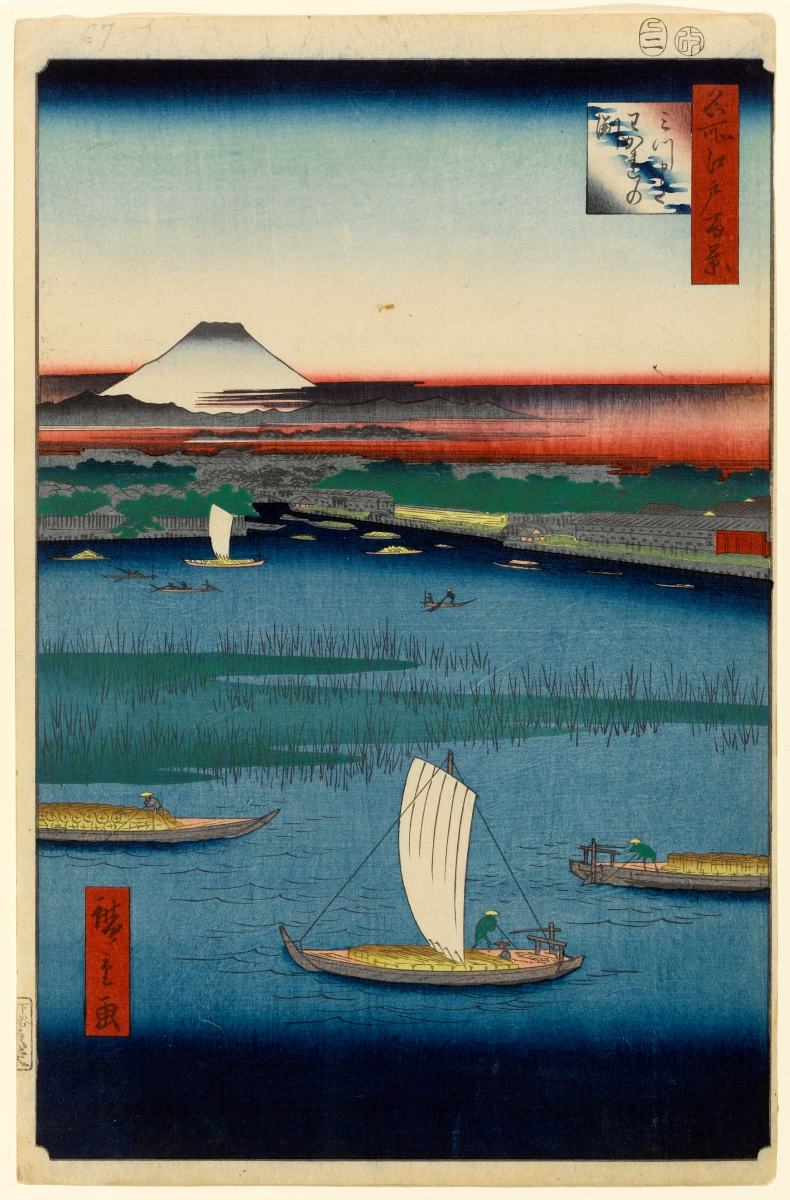
A l'interior del santuari Tenjin Kameido
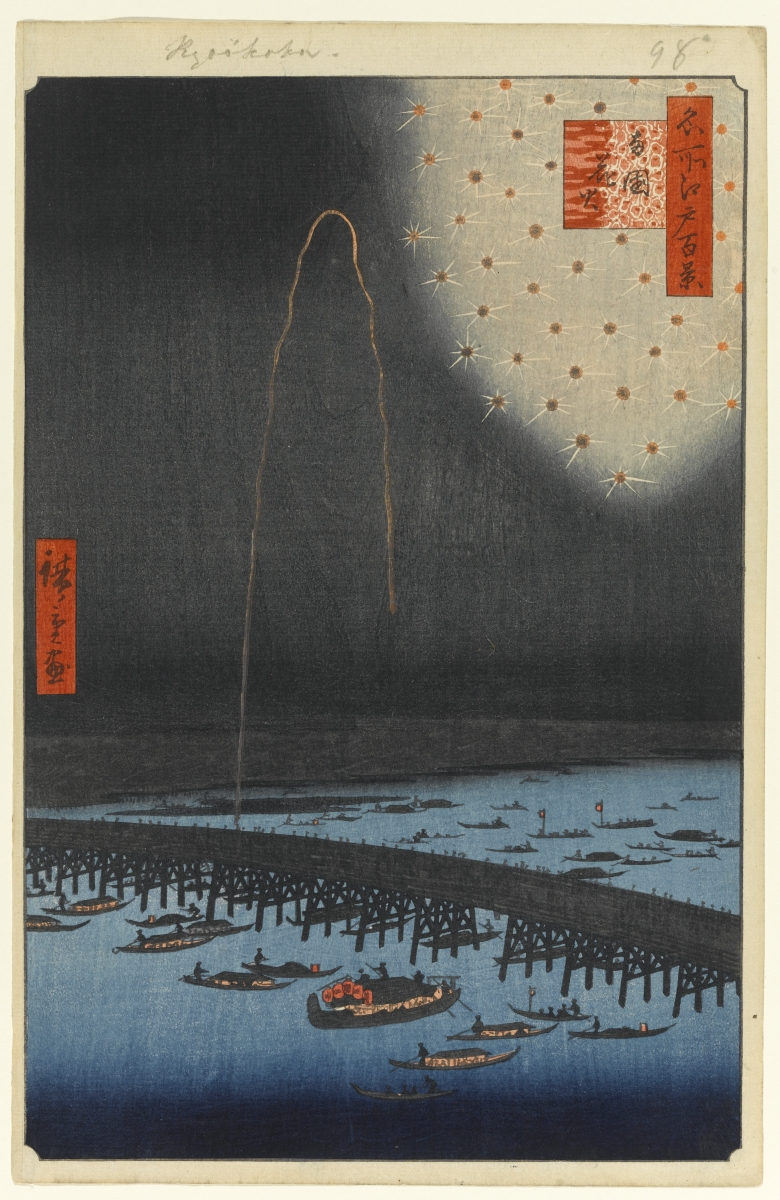
Focs artificials a Ryogoku

En el mateix període, Utagawa Kuniyoshi (1798-1861) va pintar algunes representacions del mont Fuji.

Obres de Utagawa Kuniyoshi
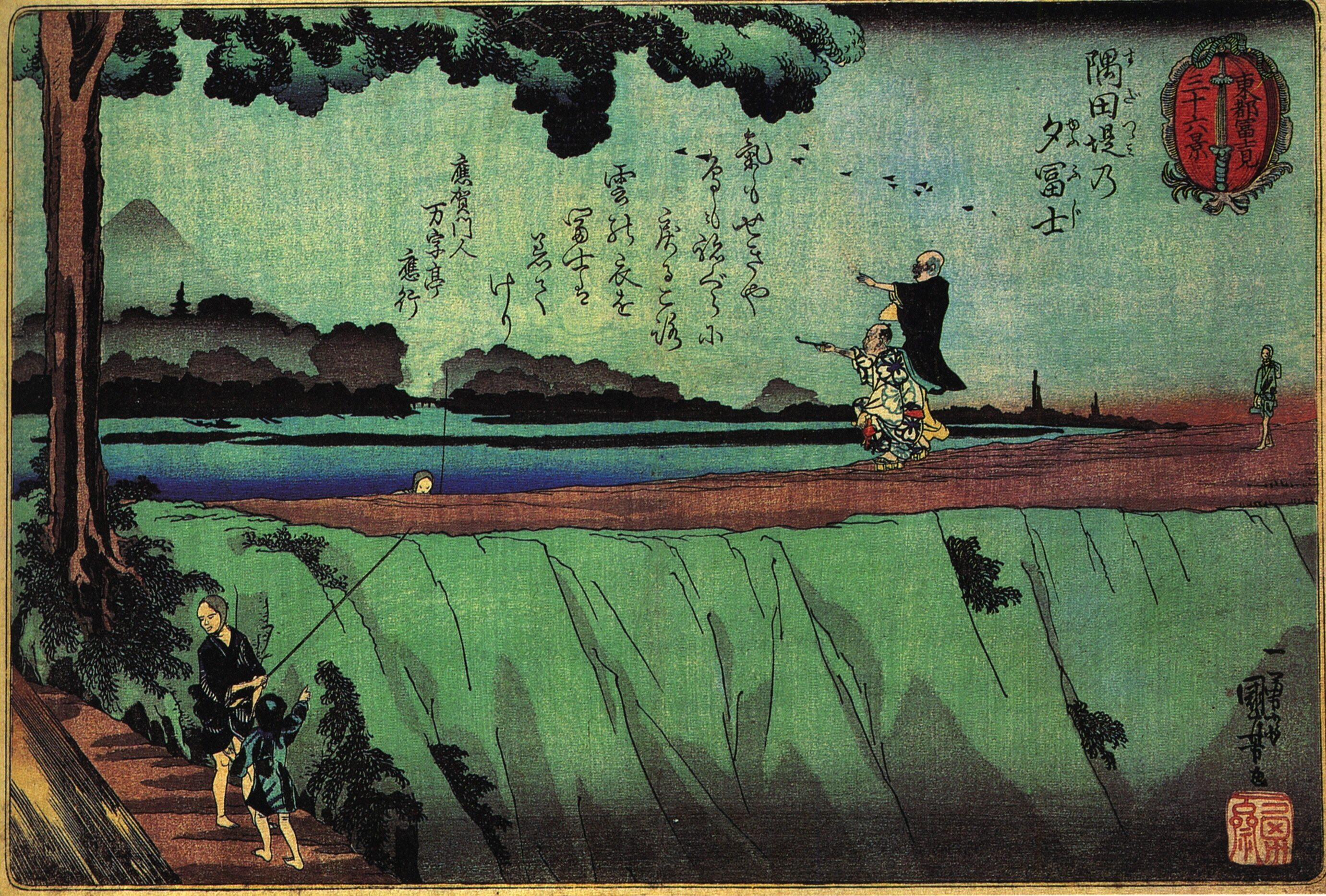
El mont Fuji des del Sumida
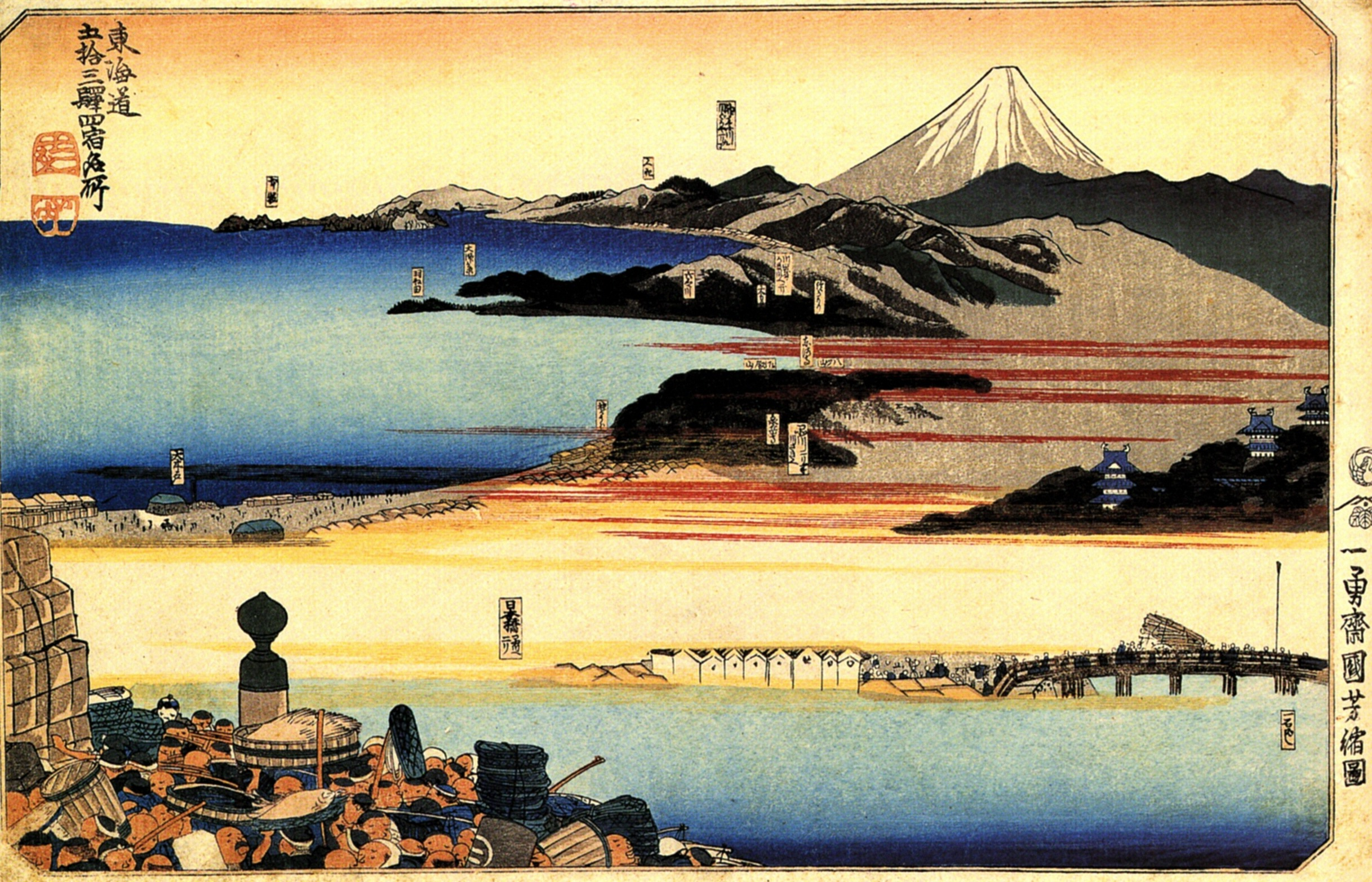
Cinquanta-tres estacions del Tokaido
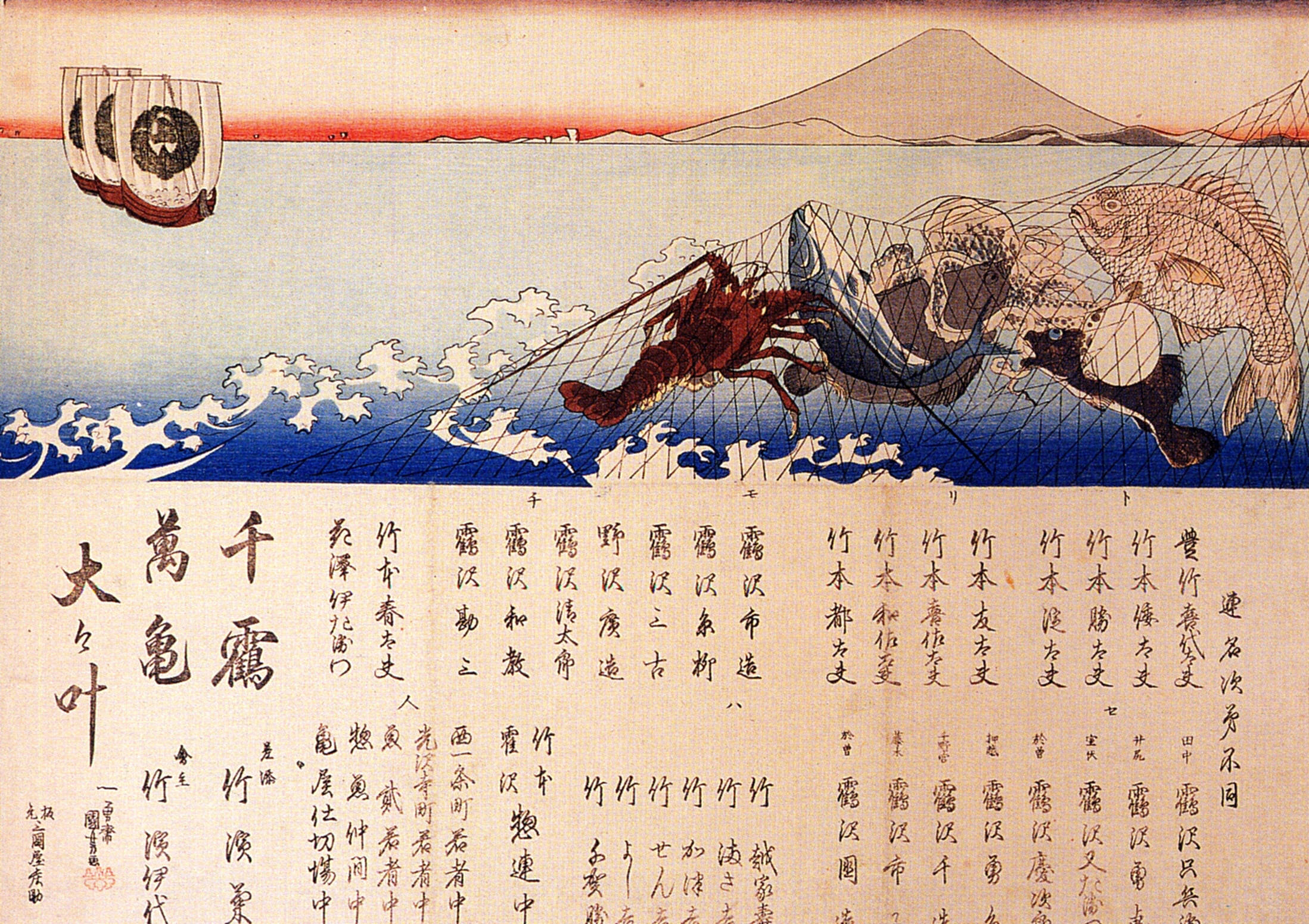
Mont Fuji
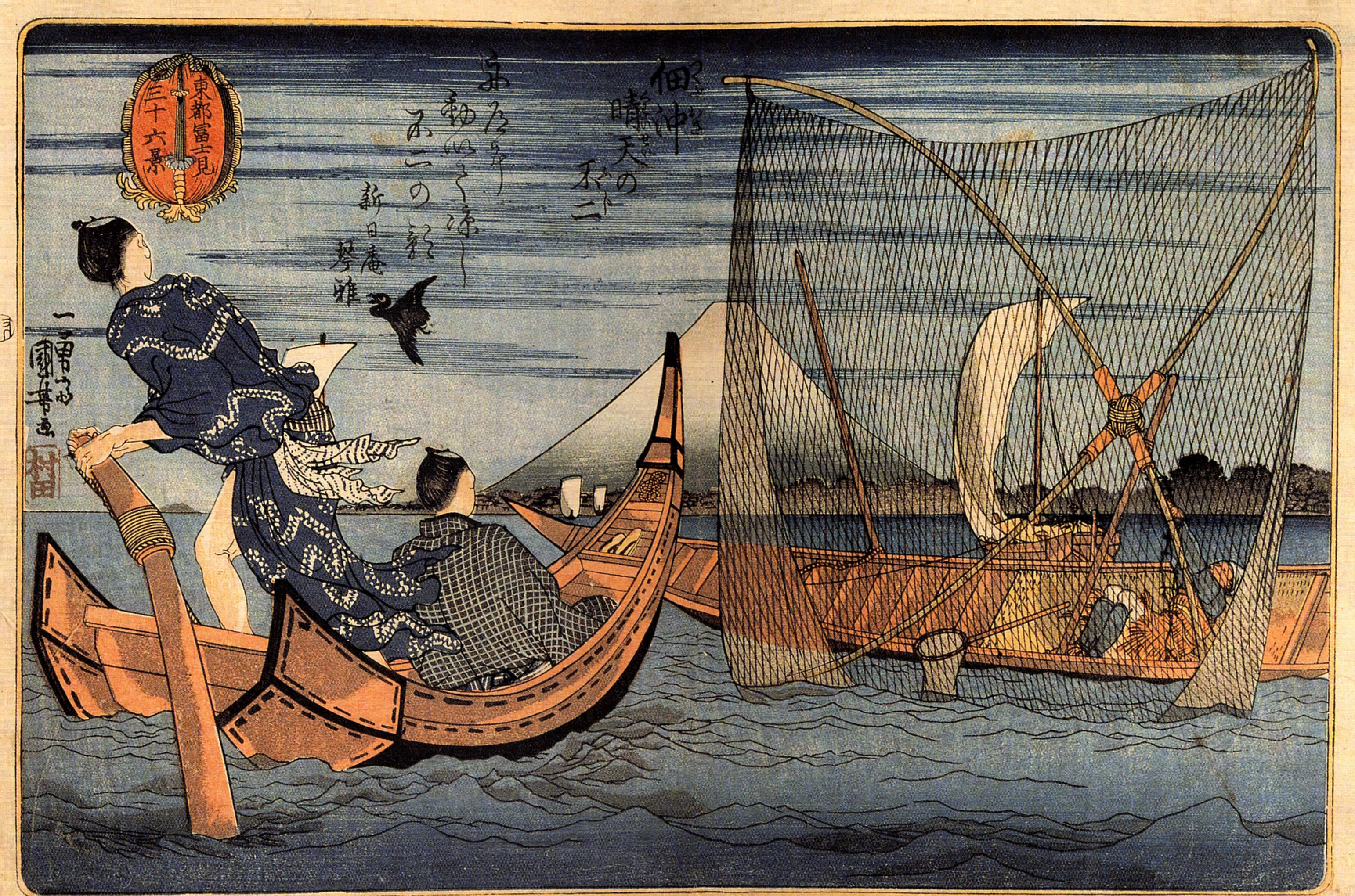
Vista del mont Fuji

Més recentment, Kokei Kobayashi (1883-1957) va pintar Fuji i Yokoyama Misao (1920-1973) Fuji vermell (aka-Fuji). Shinya Shimoto, que pinta quadres en la seva majoria relacionats amb els desastres naturals, ha dedicat tot un seguit de pintures al mont Fuji.

### Simbologia religiosa

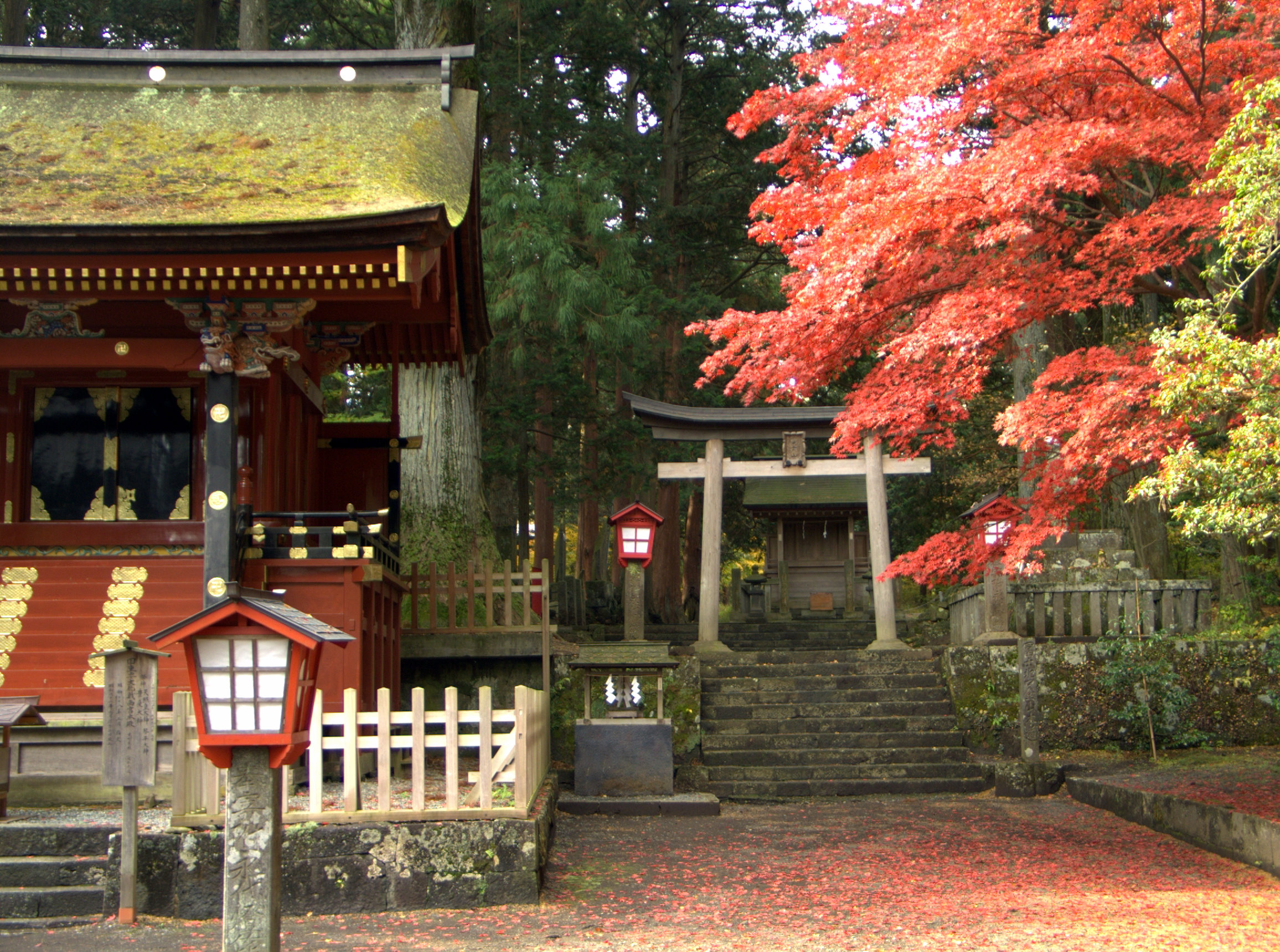
El santuari de Senge, punt de partida de la ruta històrica de Fujiyoshida.

El mont Fuji és una muntanya sagrada d'ençà del segle VII. Nombrosos noms japonesos el denominen amb un caràcter religiós. Segons el xintoisme, un emperador va ordenar destruir la part superior de la muntanya per aconseguir un exili de la immortalitat que posseïa: el fum que a vegades s'escapa és a causa d'aquesta poció que es consumeix. A més a més, segons la tradició, els déus xintoistes i Fuji-hime i Sakuya-hime hi van viure com Kono-banasakuya-hime, "Princesa que fa florir els arbres" (en particular els cirerers). El budisme el venera per la seva forma que recorda el botó blanc i els vuit pètals de la flor de lotus. Per totes aquestes raons, el mont Fuji va estar prohibit a les dones fins al 1872: una capella anomenada Nyonin-do (refugi de dones) els permetia esperar per protegir els seus marits, germans o fills.

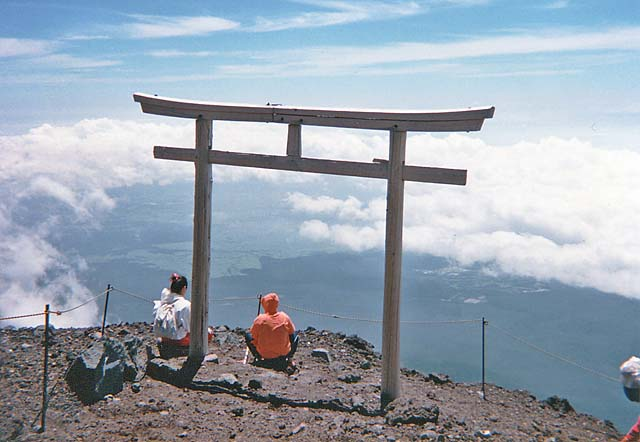
Un torii prop del cim del volcà

Per tal de venerar les nombroses divinitats de les diferents religions, s'han construït diversos santuaris sobre o als peus del mont Fuji, i nombrosos torii, remarcant el recorregut per indicar els límits del recinte sagrat. S'han establert germandats (Fuji-ko) d'ençà del segle xvii per venerar la muntanya i organitzar peregrinacions, com la de Hasegawa Takematsu el 1630.
Va ser en el moment de la mort de Jikigyō Miroku (1671-1733), mort per dejuni en el mont Fuji, que la fe es va convertir en religió i l'ascensió va esdevenir ritual, fins i tot si el seu pensament ha estat interpretadament equivocat. Més recentment, s'han creat sectes dedicades específicament a l'adoració del mont Fuji, sobretot en la dècada de 1940. Alguns exemples són Fuji-Goho, fundada el 1946 per Ito Gensaku, i Fuji-Kyo, fundada el 1948 per Hasegawa Teruhiro.

## Pel·lícules gravades
- Fuji no shirayuki, 1935, realitzada per Hiroshi Inagaki
- Fushi shan zhi lian, 1954, realitzada per Kangshi Mu
- Chiyari Fuji, 1955, realitzada per Tomu Uchida
- Nihon to nihonjin, 1970, realitzada per Kon Ichikawa
- Fuji, 1974, realitzada per Robert Breer
- Ki no umi, 2004, realitzada per Tomoyuki Takimoto